# Biserica de lemn Sfântul Ioan Evanghelistul din Izvoarele

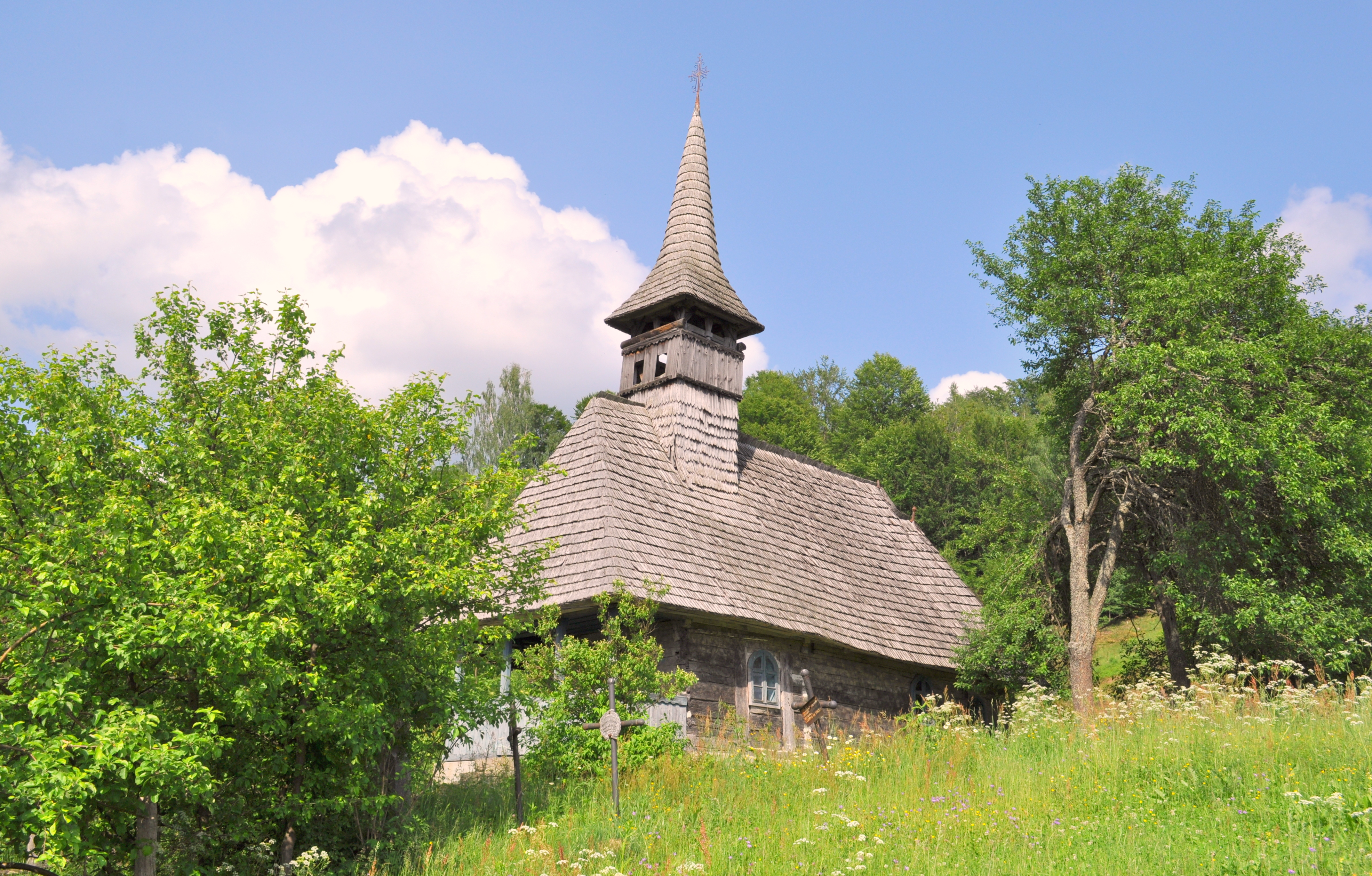
Biserica de lemn „Sfântul Ioan Evanghelistul” din satul Izvoarele, comuna Cernești, județul Maramureș, foto: iunie 2012.

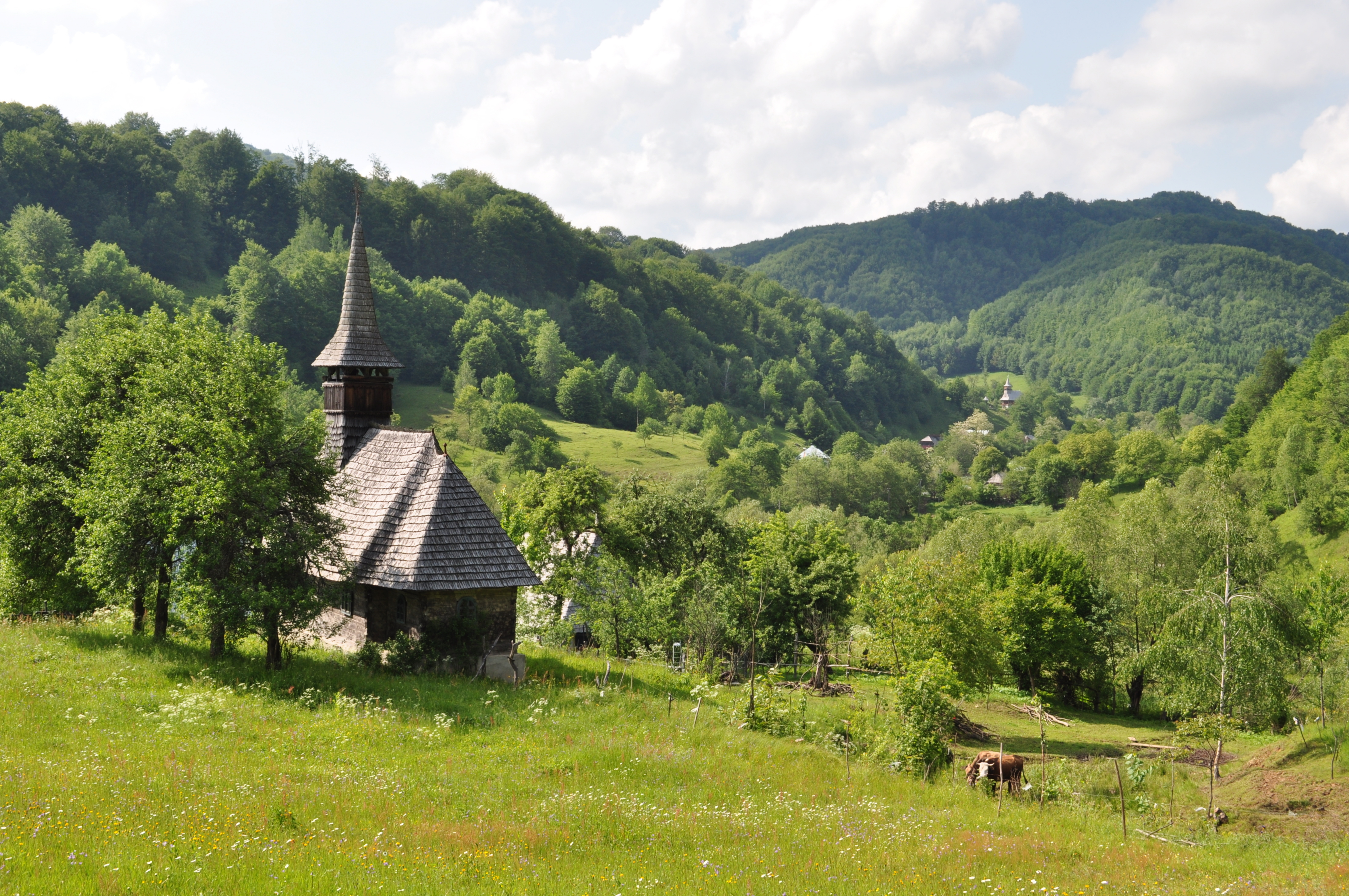
Biserica de lemn „Sfântul Ioan Evanghelistul” din satul Izvoarele, comuna Cernești, județul Maramureș, foto: iunie 2012.

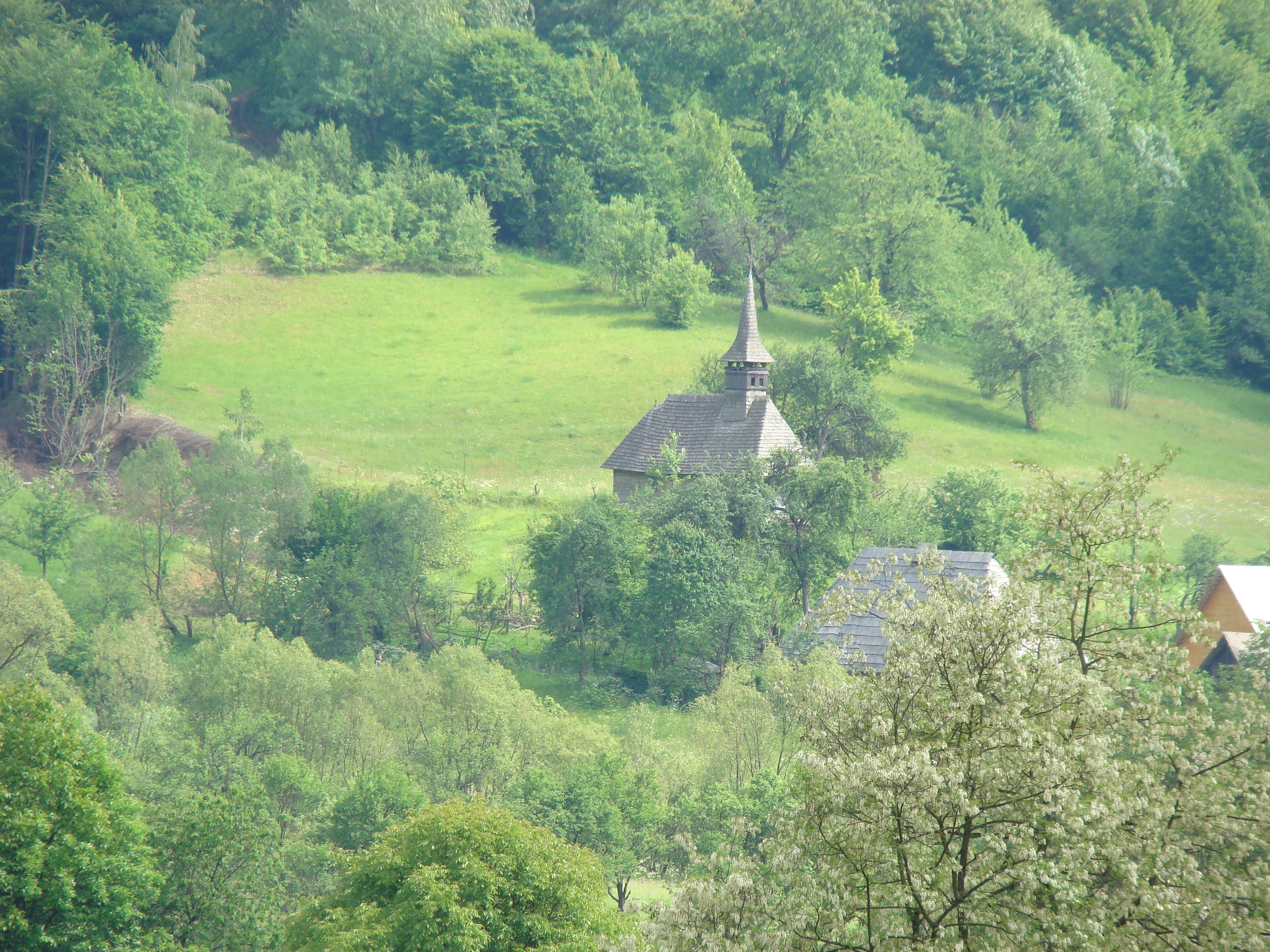
Biserica văzută de pe versantul opus al văii Bloaja

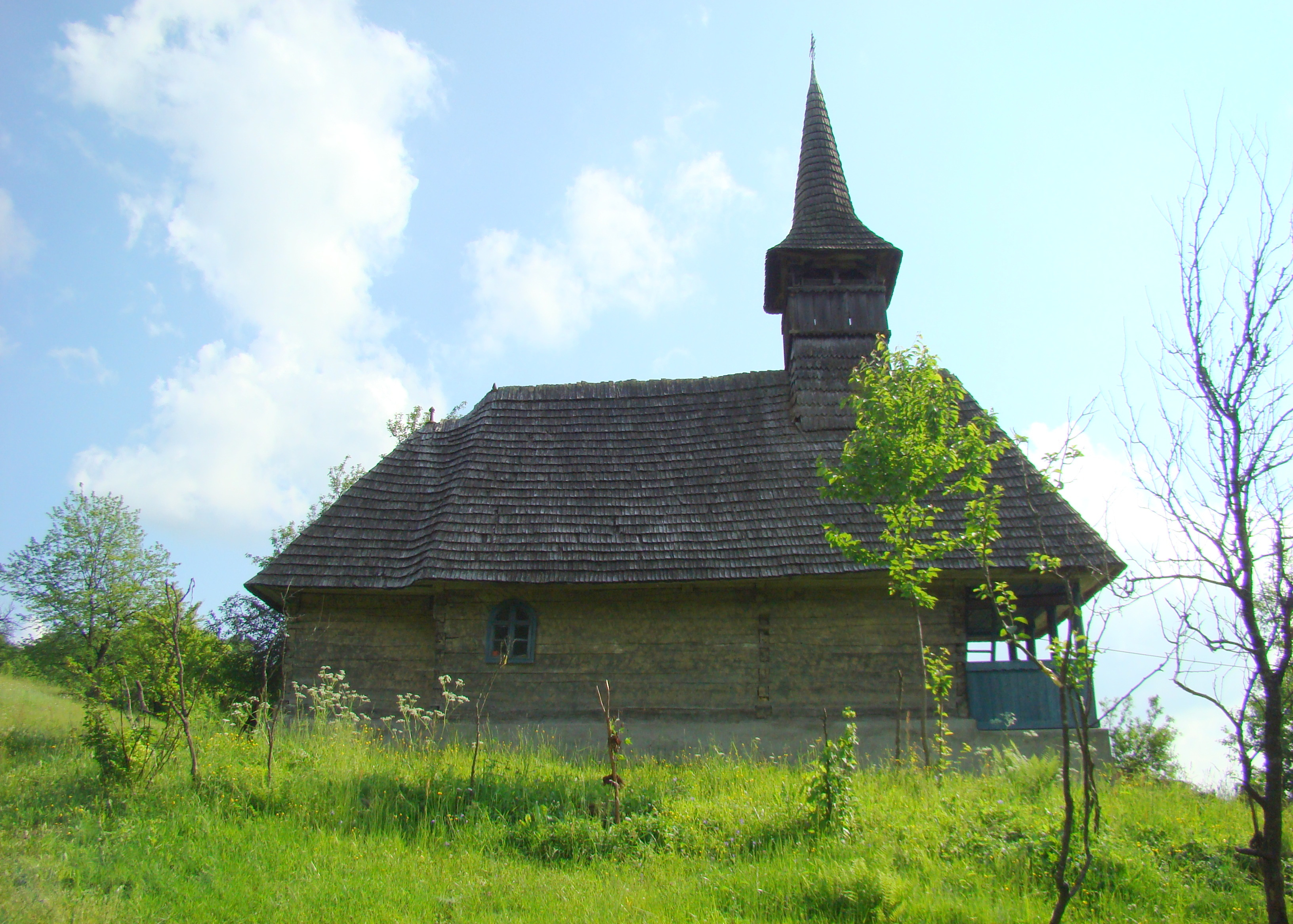
Biserica (nord)

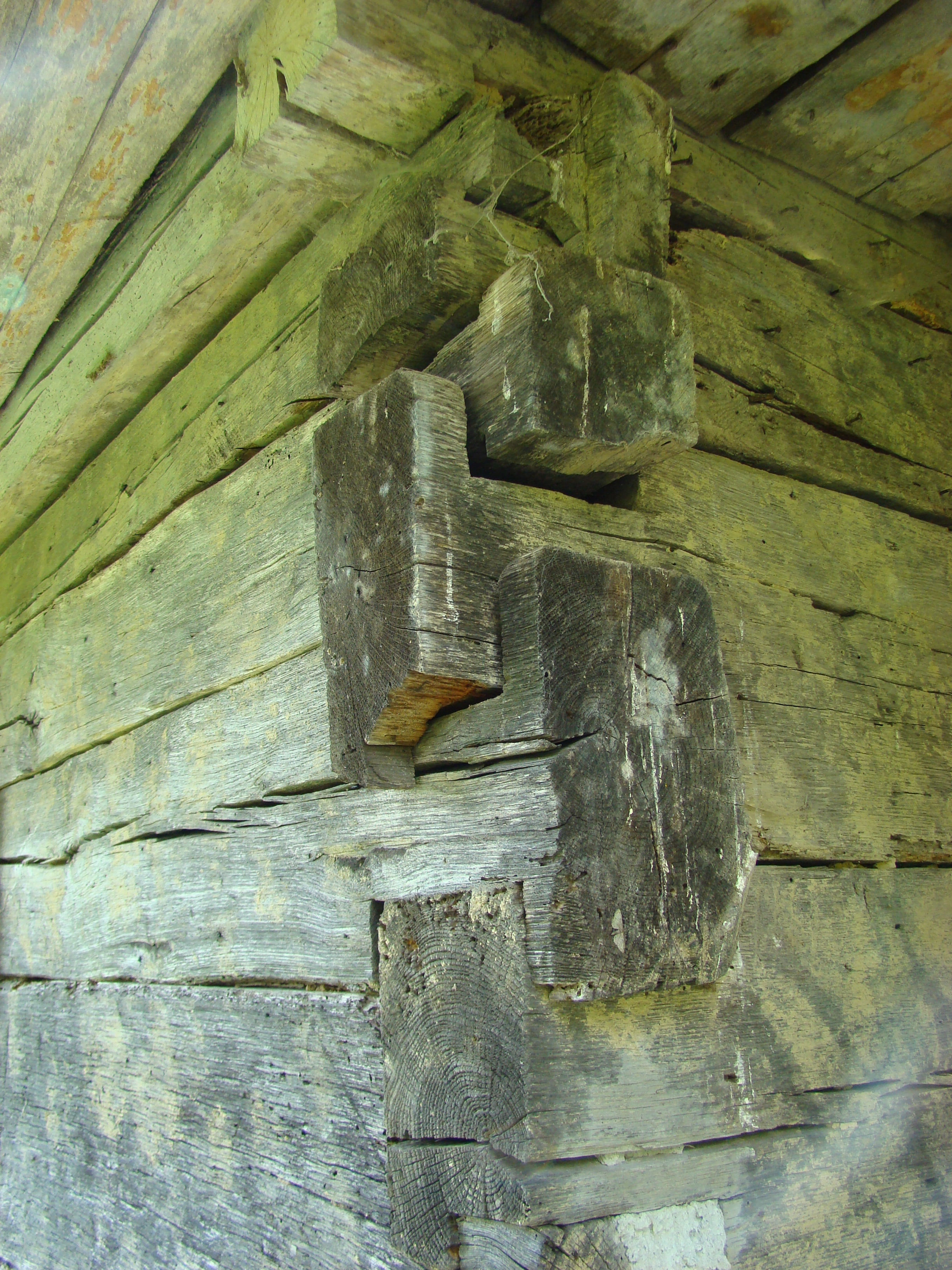
Îmbinări

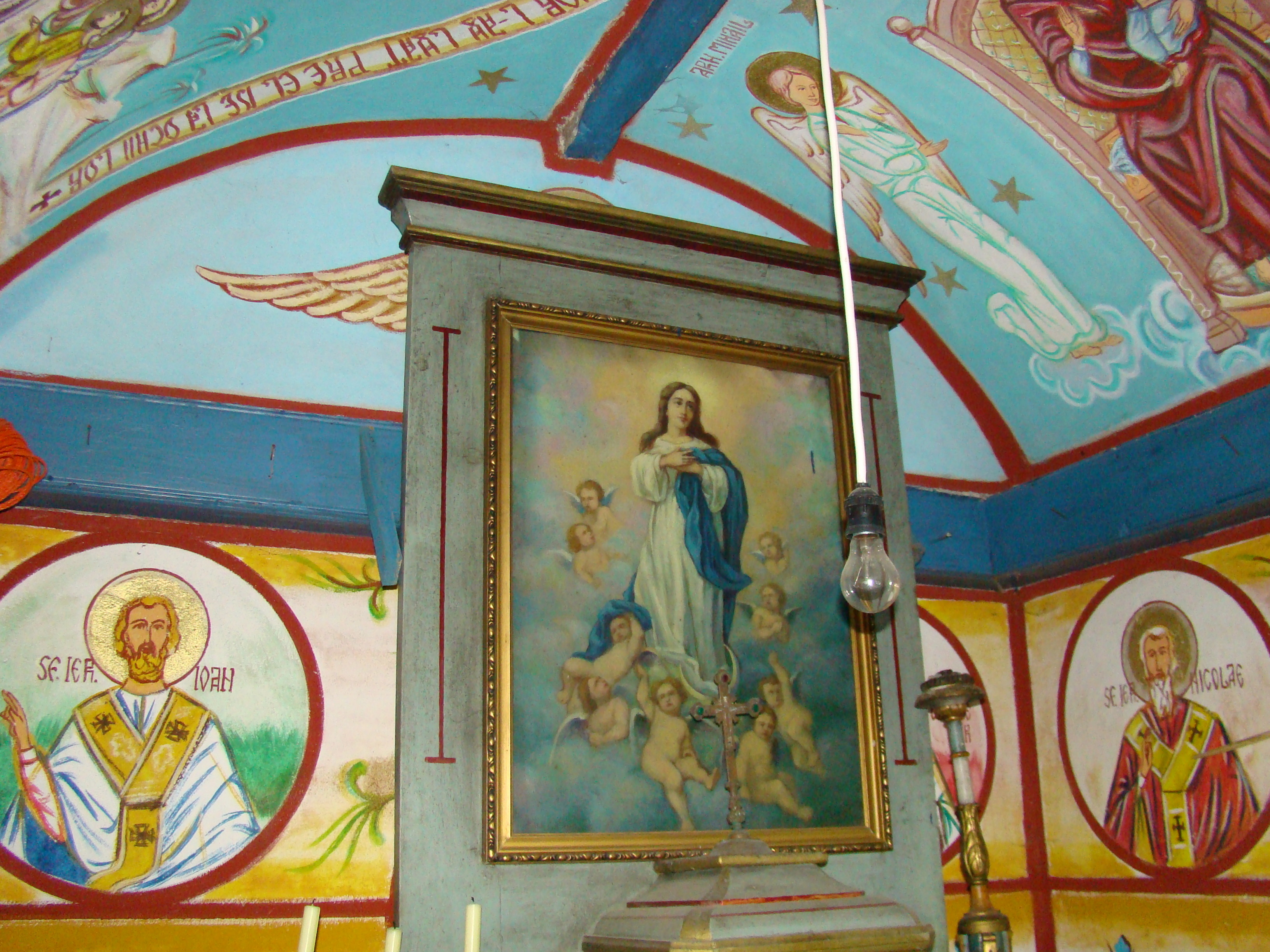
În altar

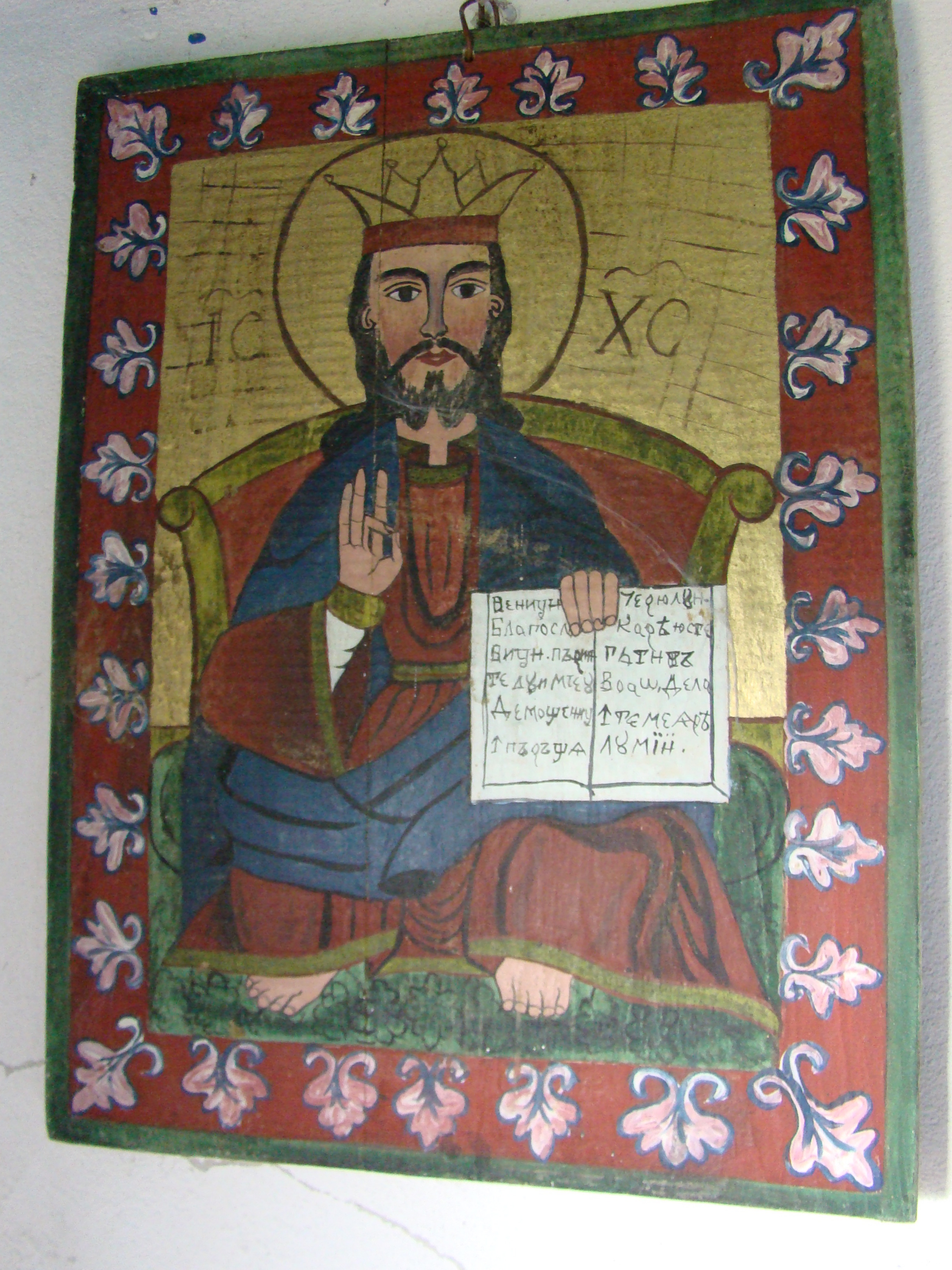
Isus binecuvântând

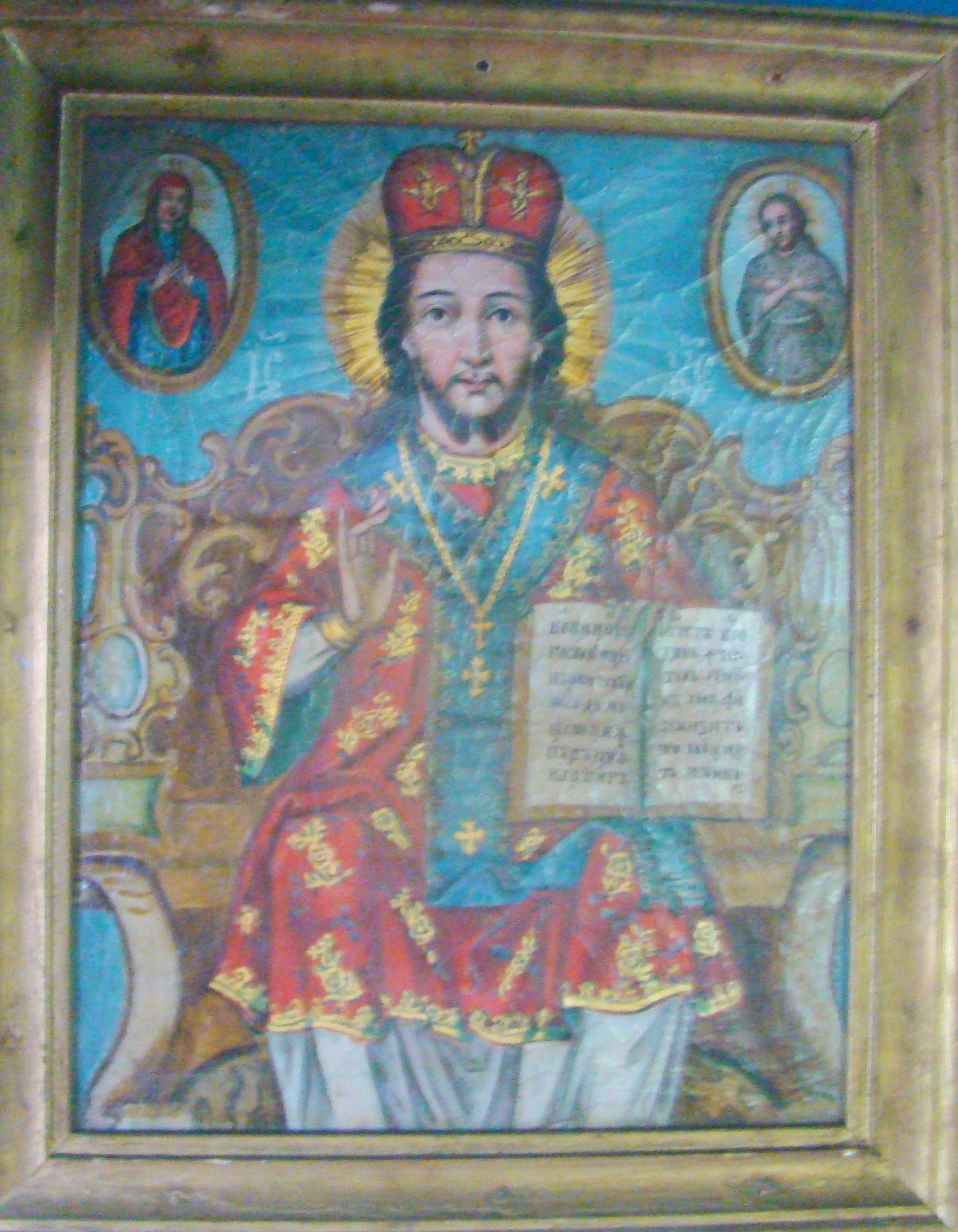
Deisis

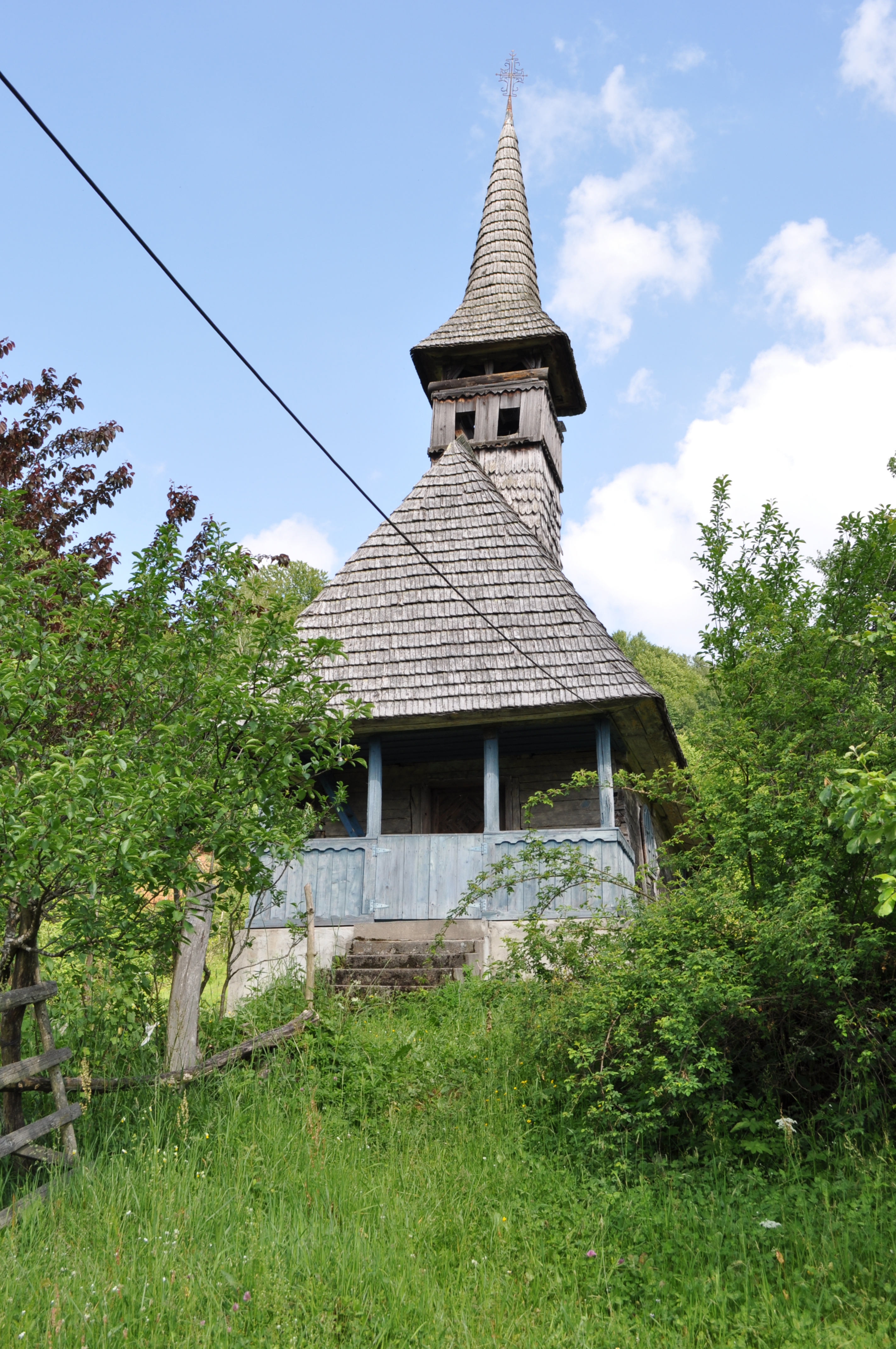
Biserica dinspre apus

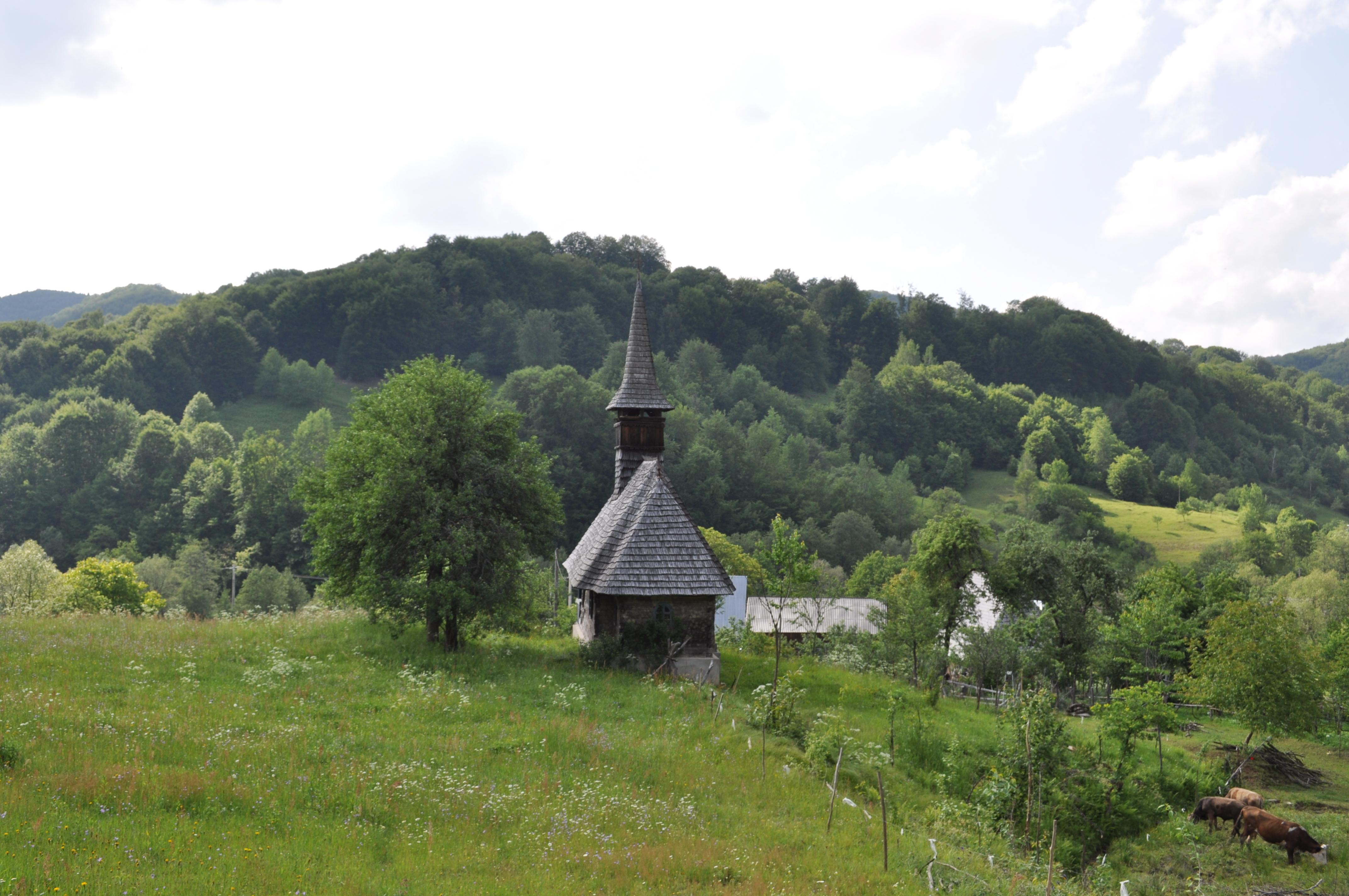
Biserica (est)

Biserica de lemn din satul Izvoarele (vechea denumire Bloaja), comuna Cernești, județul Maramureș datează din anul 1803. Are hramul „Sfântul Ioan Evanghelistul” și figurează pe lista monumentelor istorice, cod LMI MM-II-m-B-04590.

## Istoric și trăsături
Localitatea este atestată la 1770.
Biserica de lemn cu hramul „Sf. Ioan Evanghelistul”, patronim rar întâlnit în Maramureș, a fost strămutată în 1926 din satul Fântânele de lângă Rohia, unde a fost ridicată cu peste 280 ani în urmă.
Construcția din lemn de stejar, prevăzută cu un mic pridvor și absida decroșată de formă pătrată, cu pereții laterali retrași în interior, păstrează pe peretele  sudic urme de pictură. La ancadramentul ușii de la întreg s-a renunțat, fiind înlocuit cu un geam. Acoperișul învelit cu draniță de fag este construit cu un turn-clopotniță, șindrilit în partea inferioară, și cu parapetul foișorului înfundat cu scânduri, mărginite sus și jos de niste șipci modelate în acolade. Balconul în arcade duble pe laturi, susține un coif conic desfășurat foarte zvelt, prevăzut cu cruce din fier forjat cu Semilună în vârf, spre deosebire de crucile de la capetele coamelor, la care Semiluna este amplasată la capetele brațelor laterale.
Pictura interioară s-a realizat în 1998 de către un zugrav amator în stil neo-bizantin, fără un program iconografic bine definit, realizându-se doar bolta cu evangheliștii și registrul median din altar, cu ierarhii bisericii creștine, înscriși în medalioane circulare, pe fond galben în chenare roșii. Iconostasul prezintă un singur registru, pictat direct pe perete, cu Isus Judecător, stând în jilț, înconjurat de apostoli, cuprinși până la brâu, în medalioane circulare, în timp ce spațiile libere sunt acoperite cu cruci treflate și inimioare pe fond albastru.
În altar, se rețin chivotul, de o simplitate cuceritoare, având în față doar o cruce aurită, înscrisă într-un oval roșu și apoi o cădelniță, inscripționată cu numele donatorilor, soții Pinte Nuțu și Maria. O interesantă statuetă din lemn pictat, cu Isus Răstignit, dar și un șaitroc pentru alesul aurului din albia râurilor, se păstrează în podul bisericii.

## Imagini din exterior

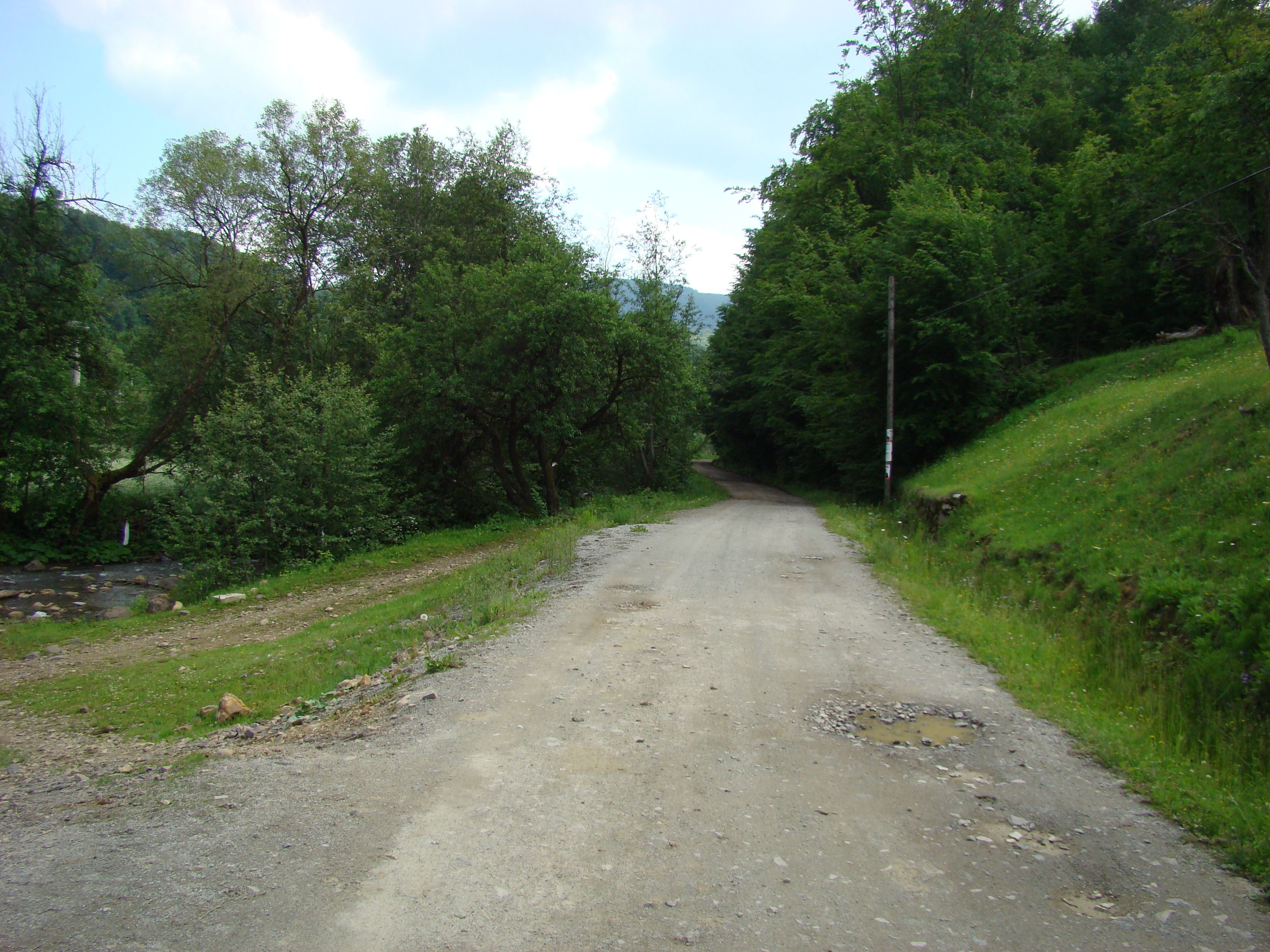
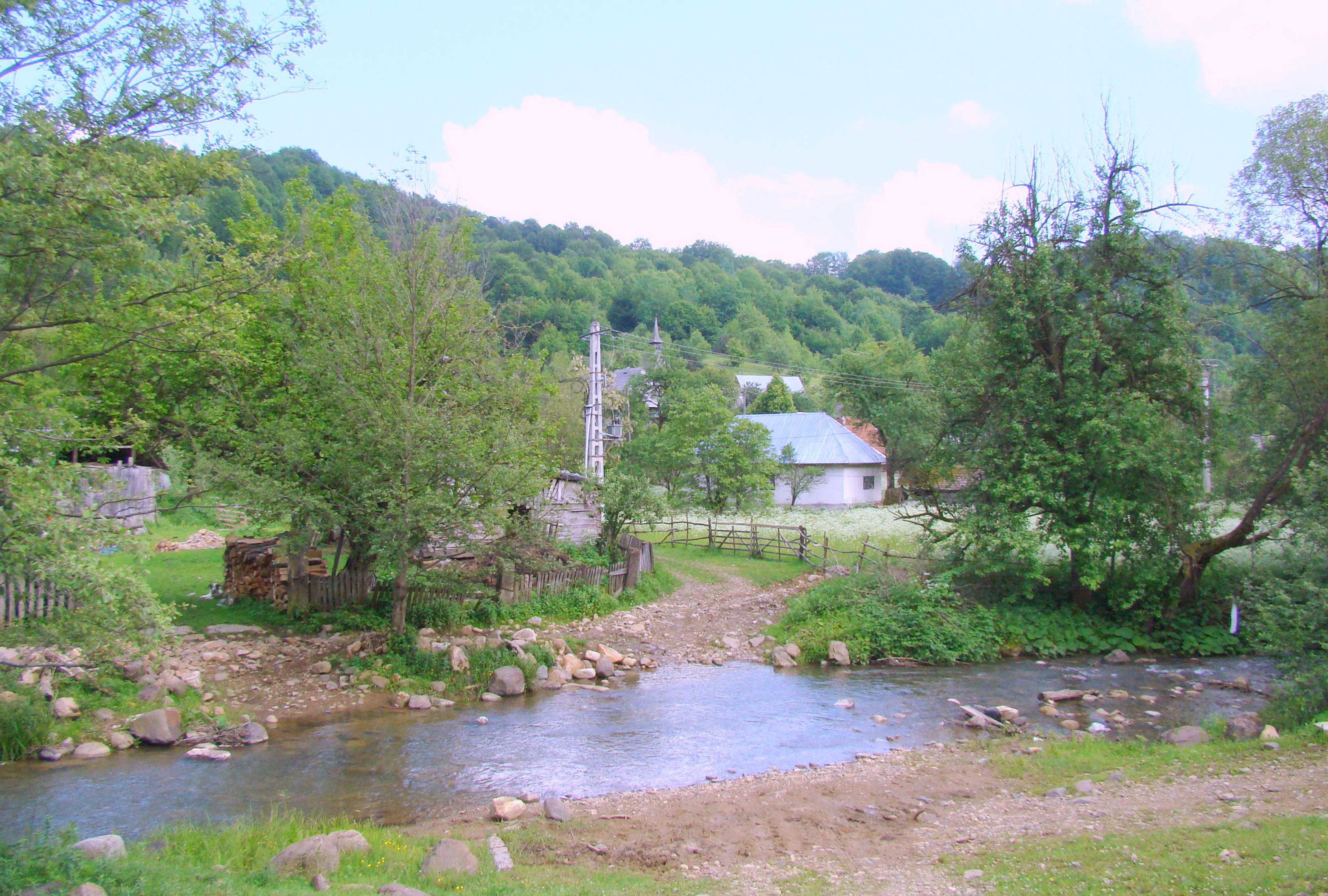
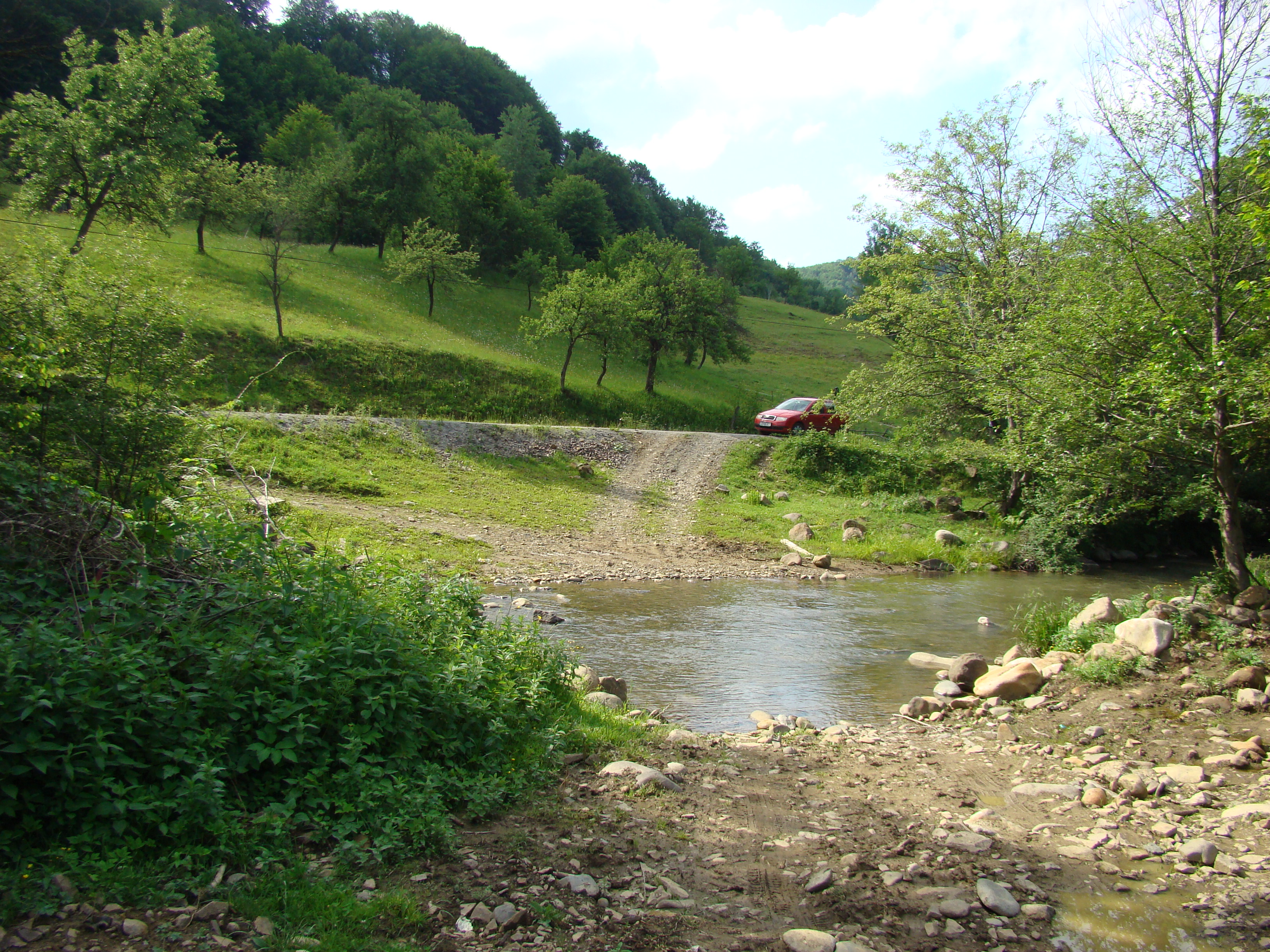
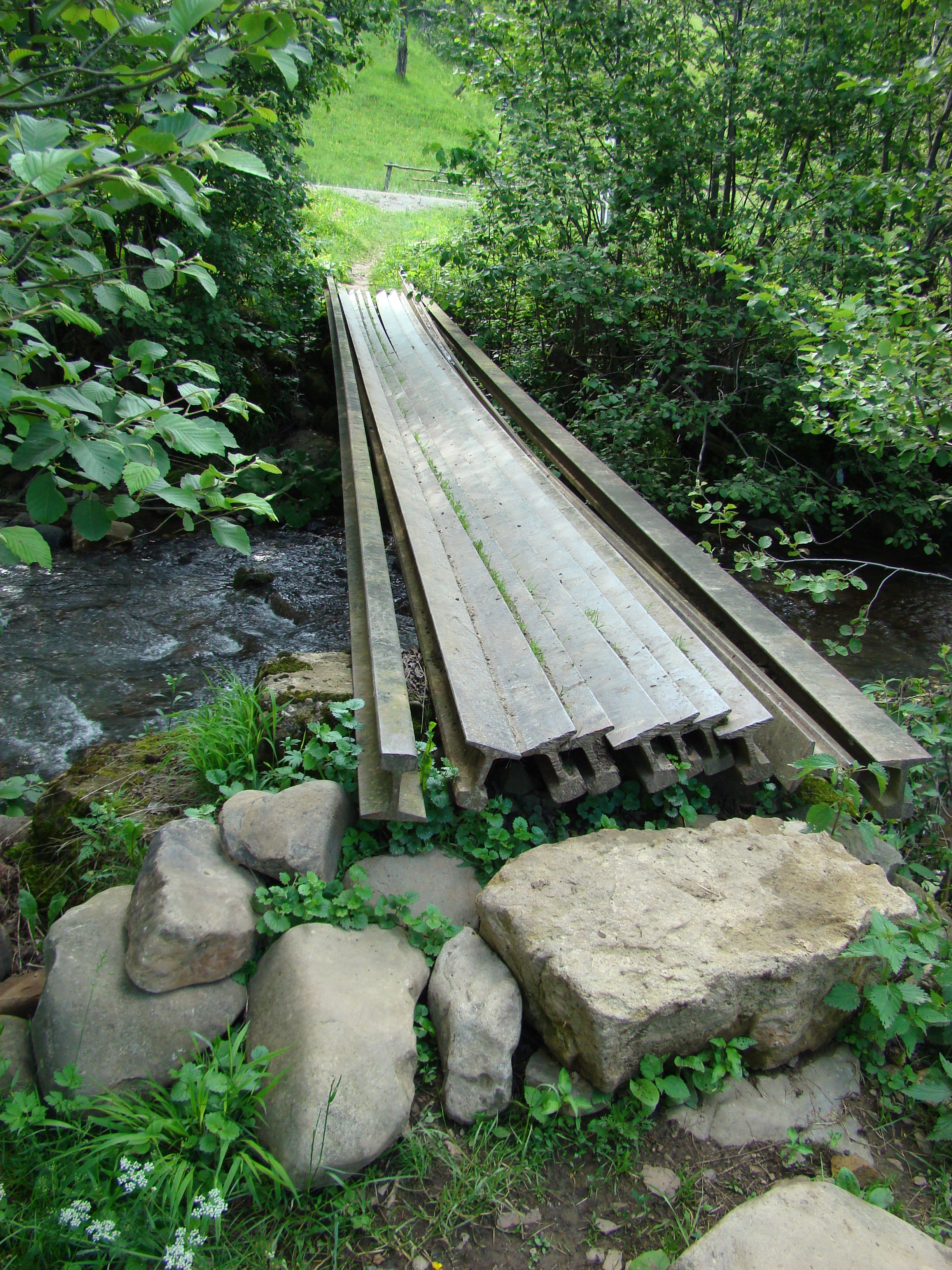
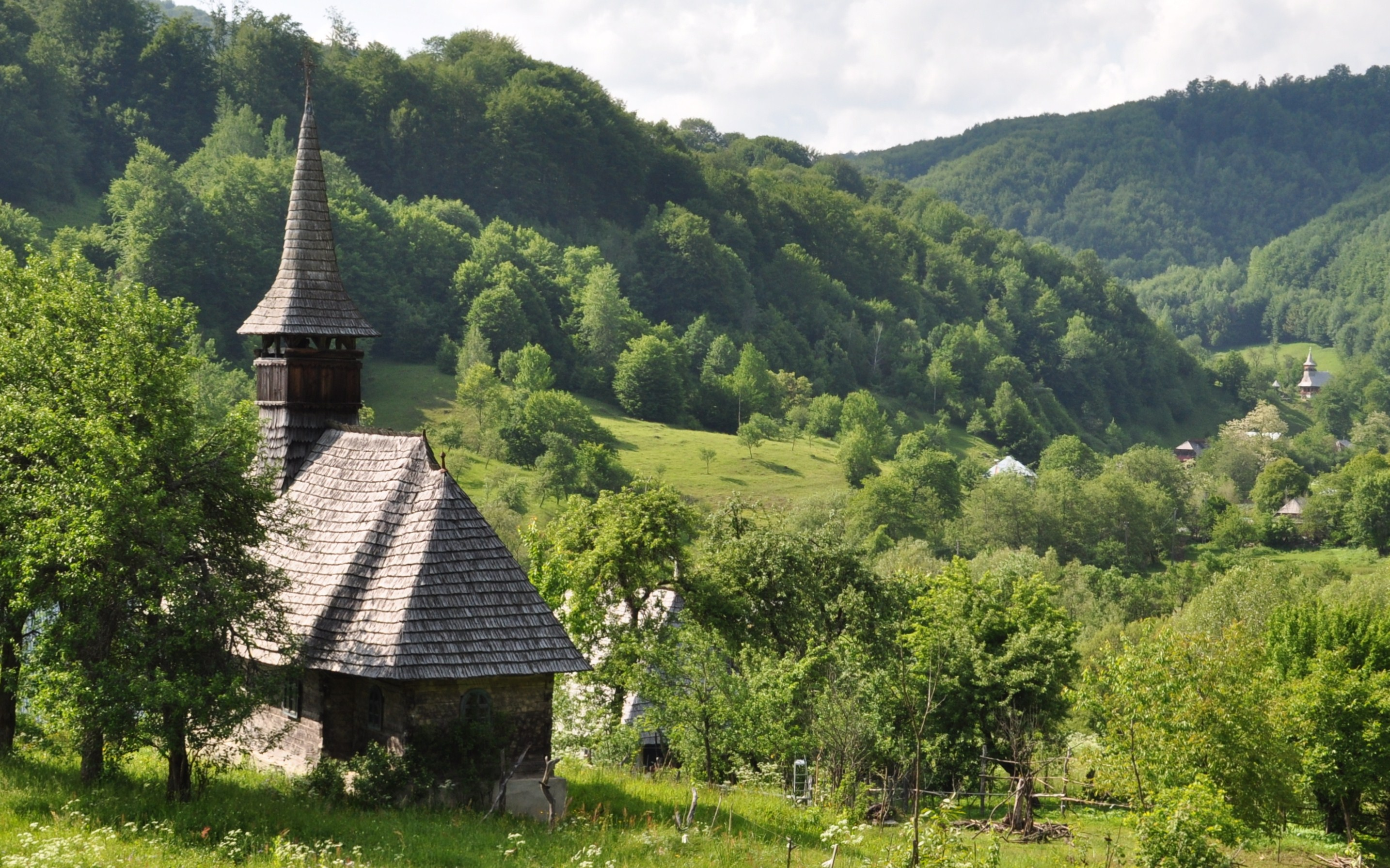
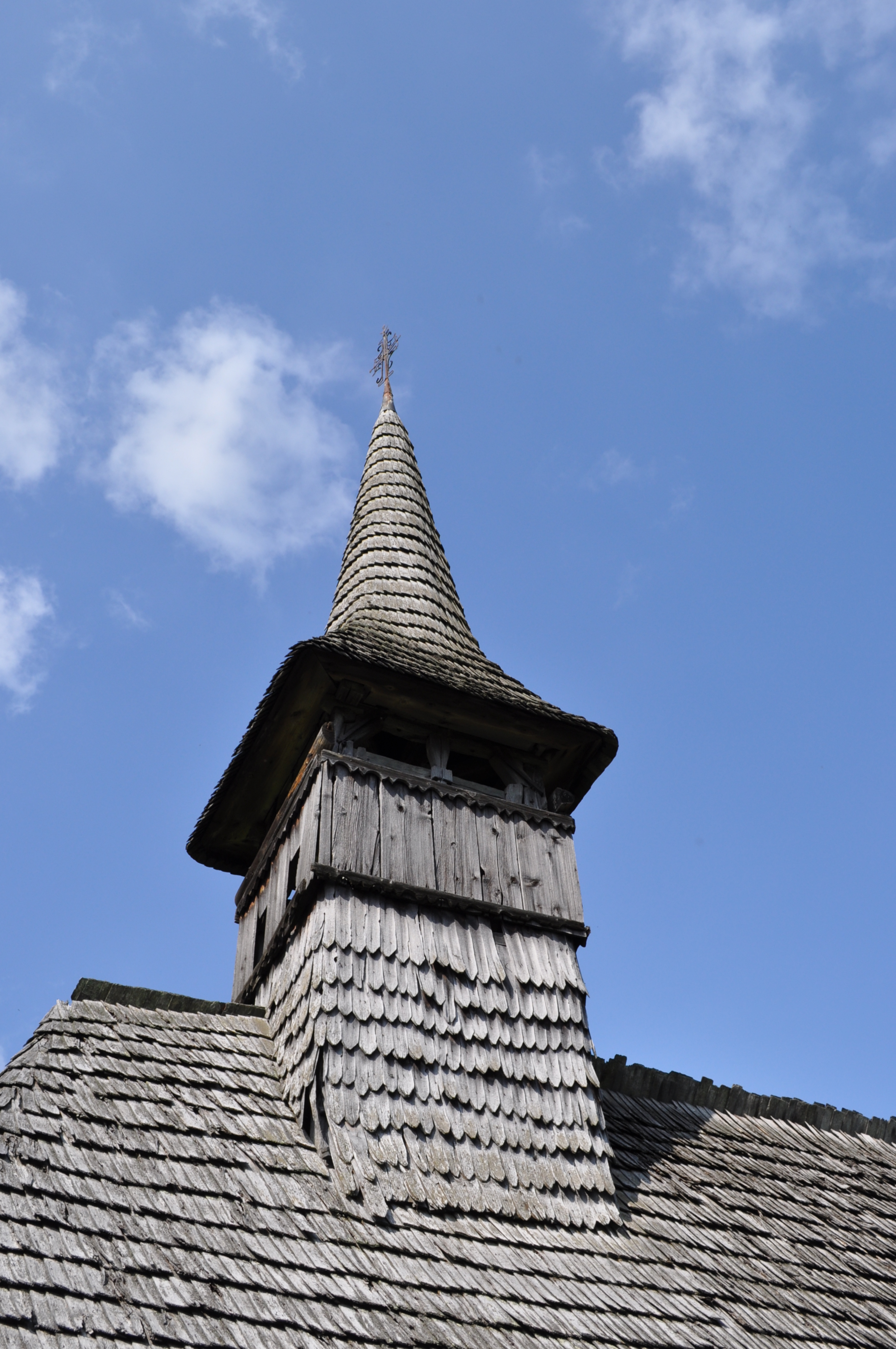
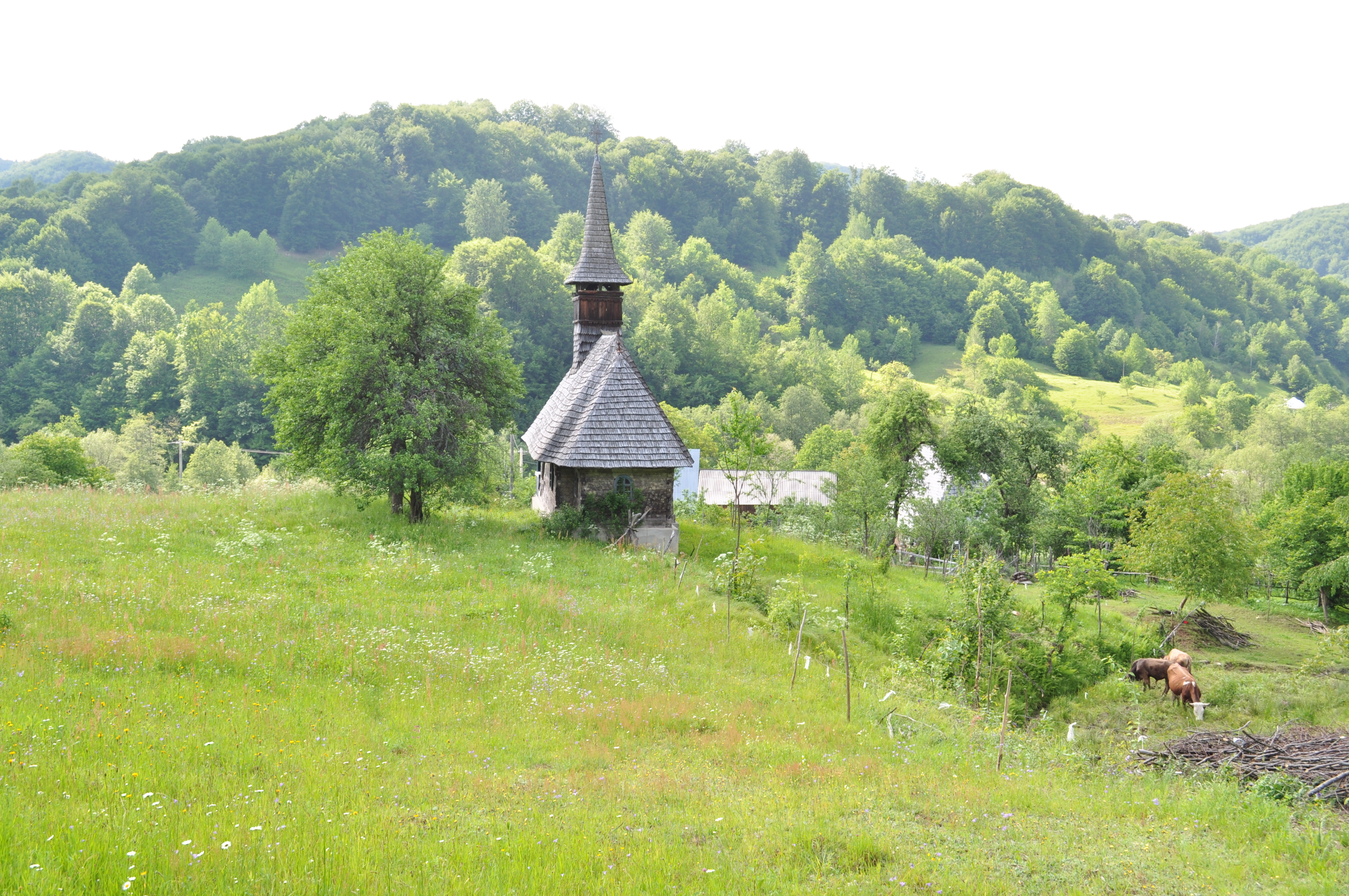
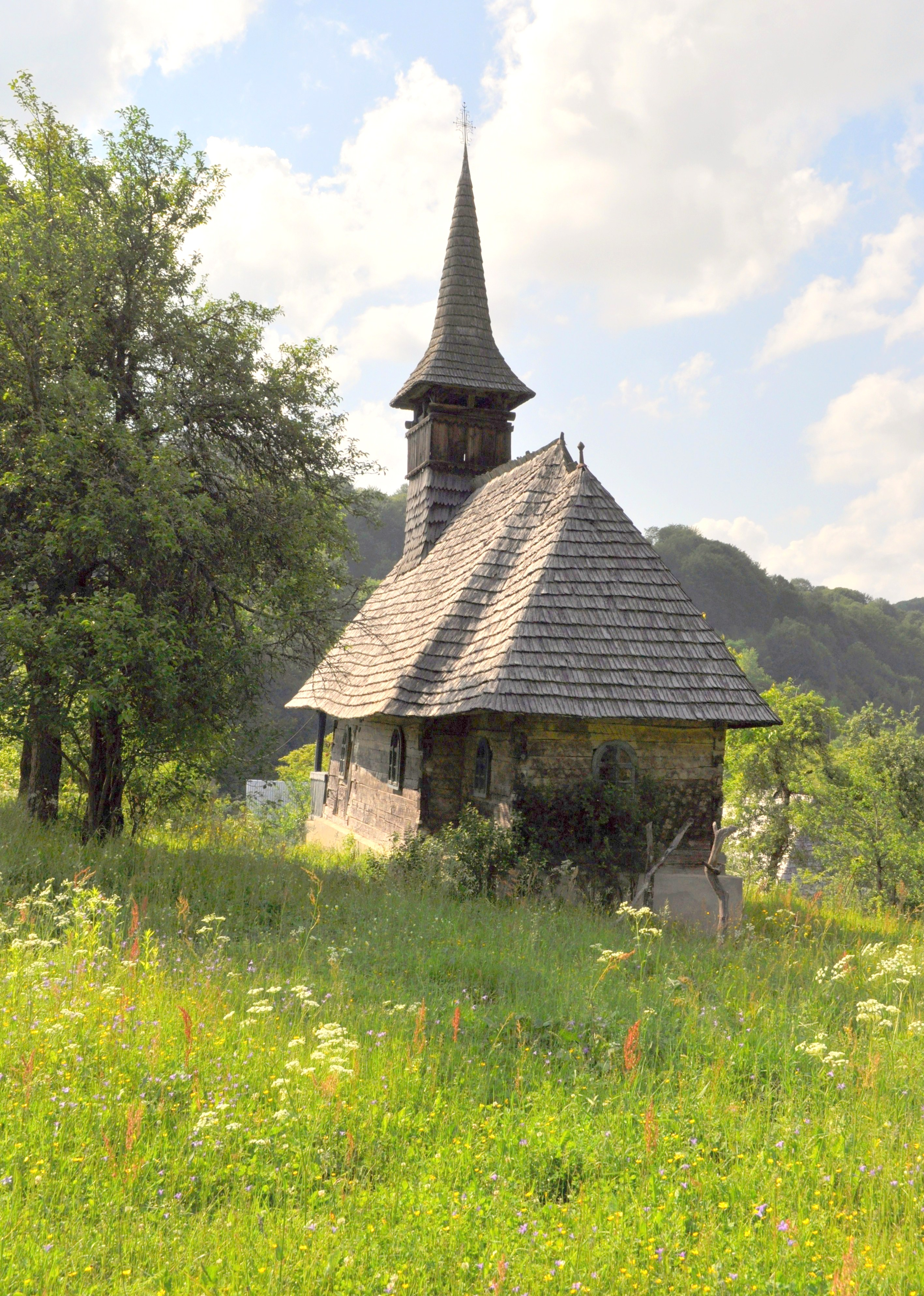
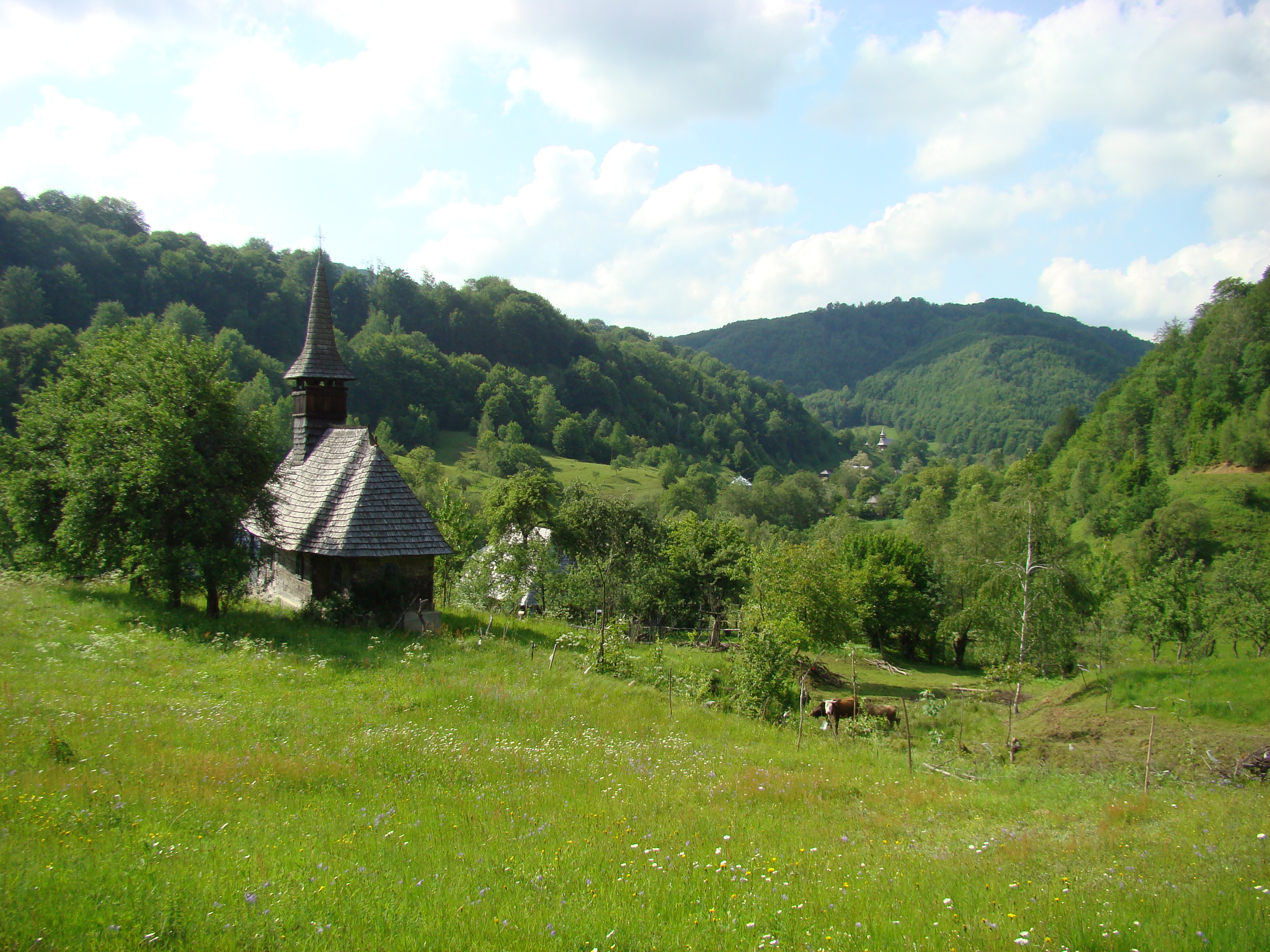
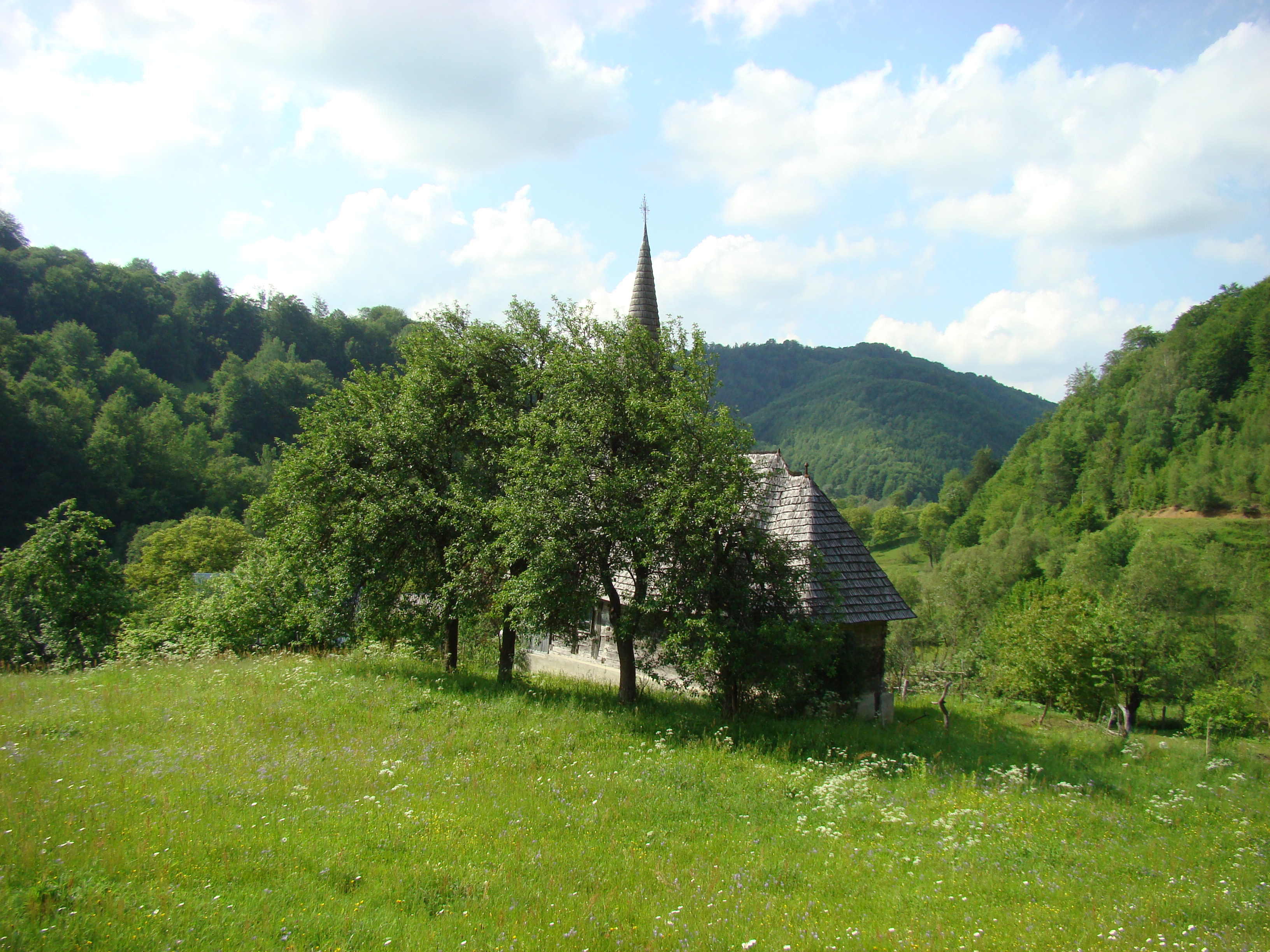
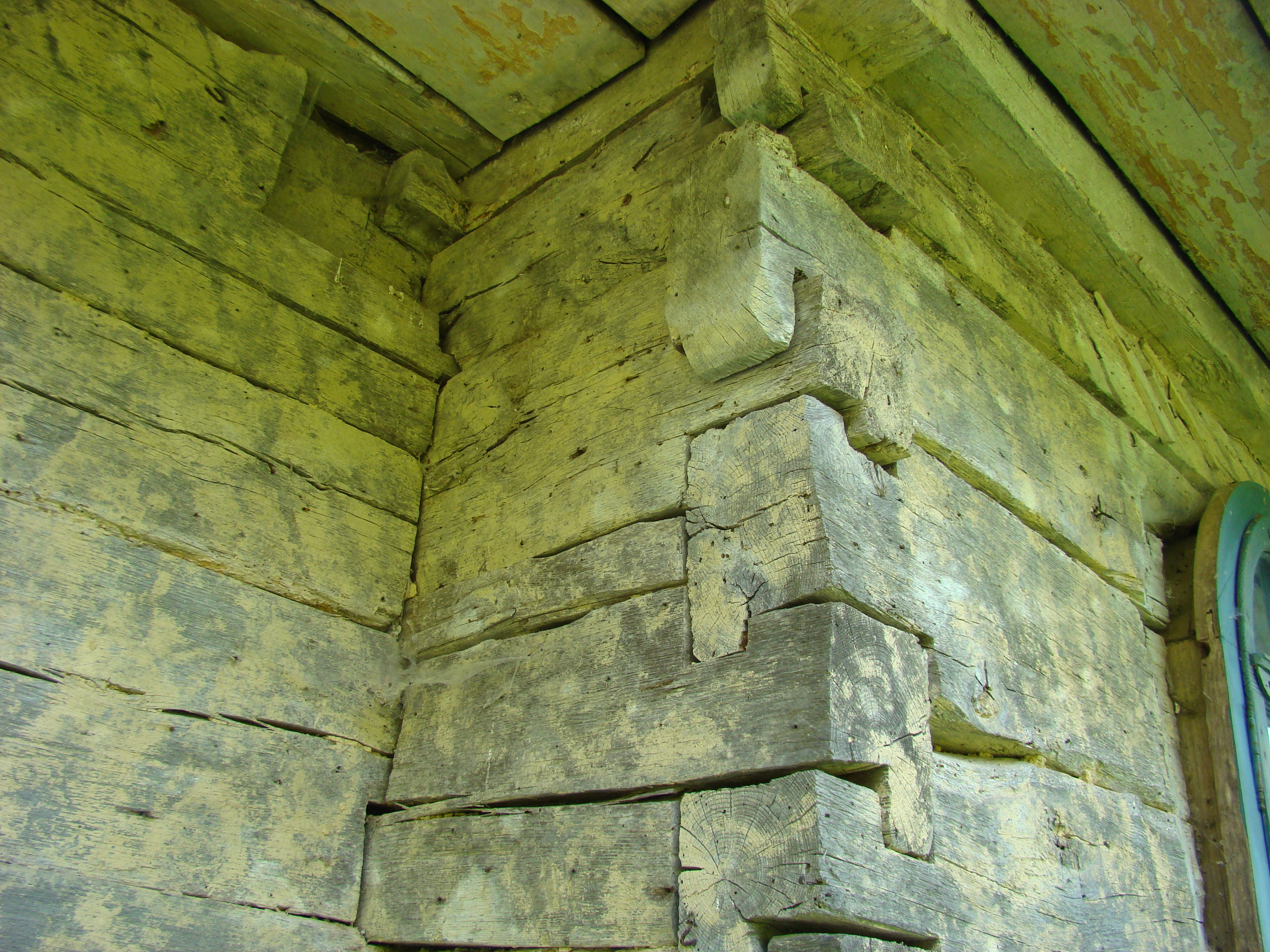
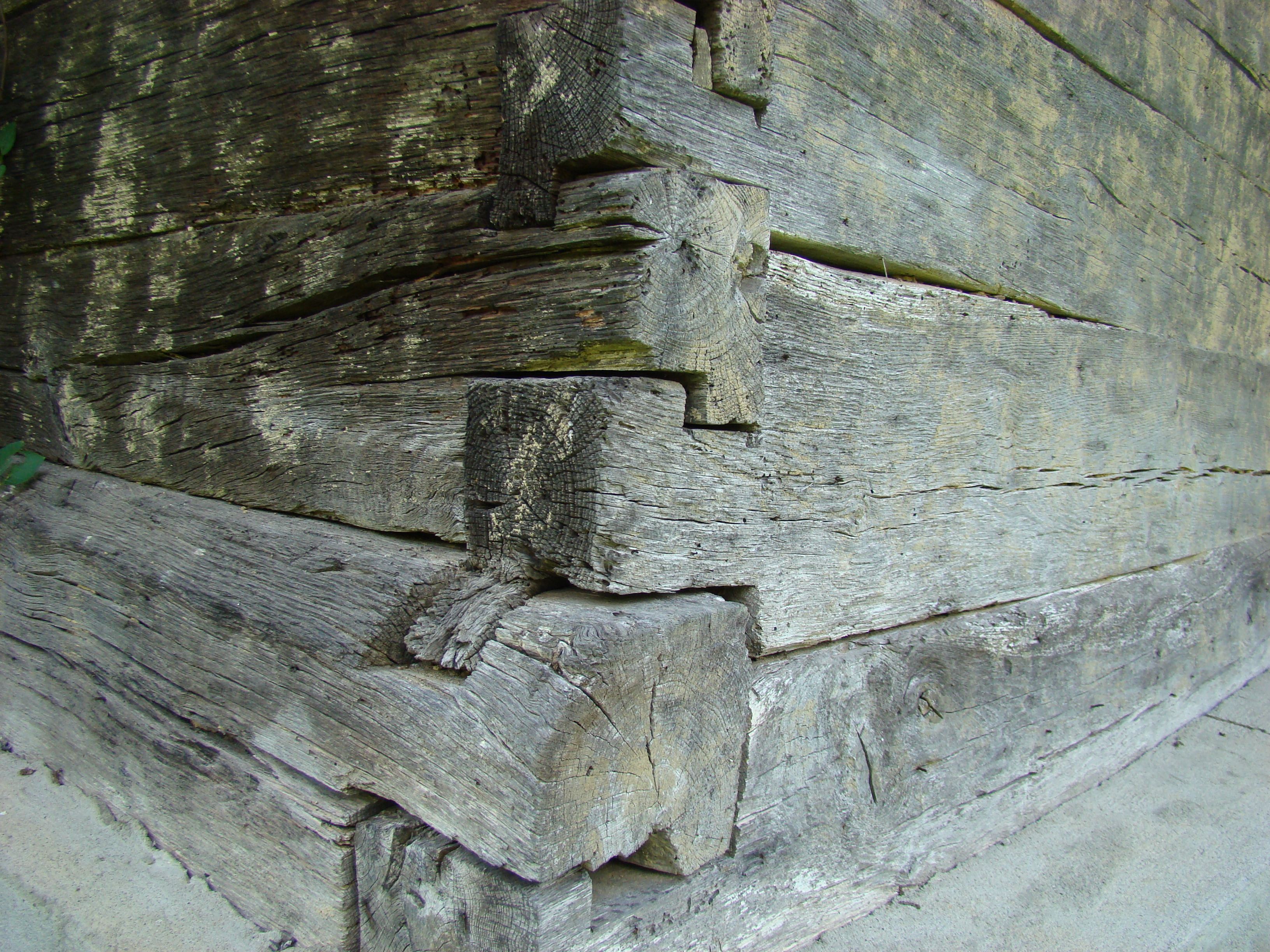
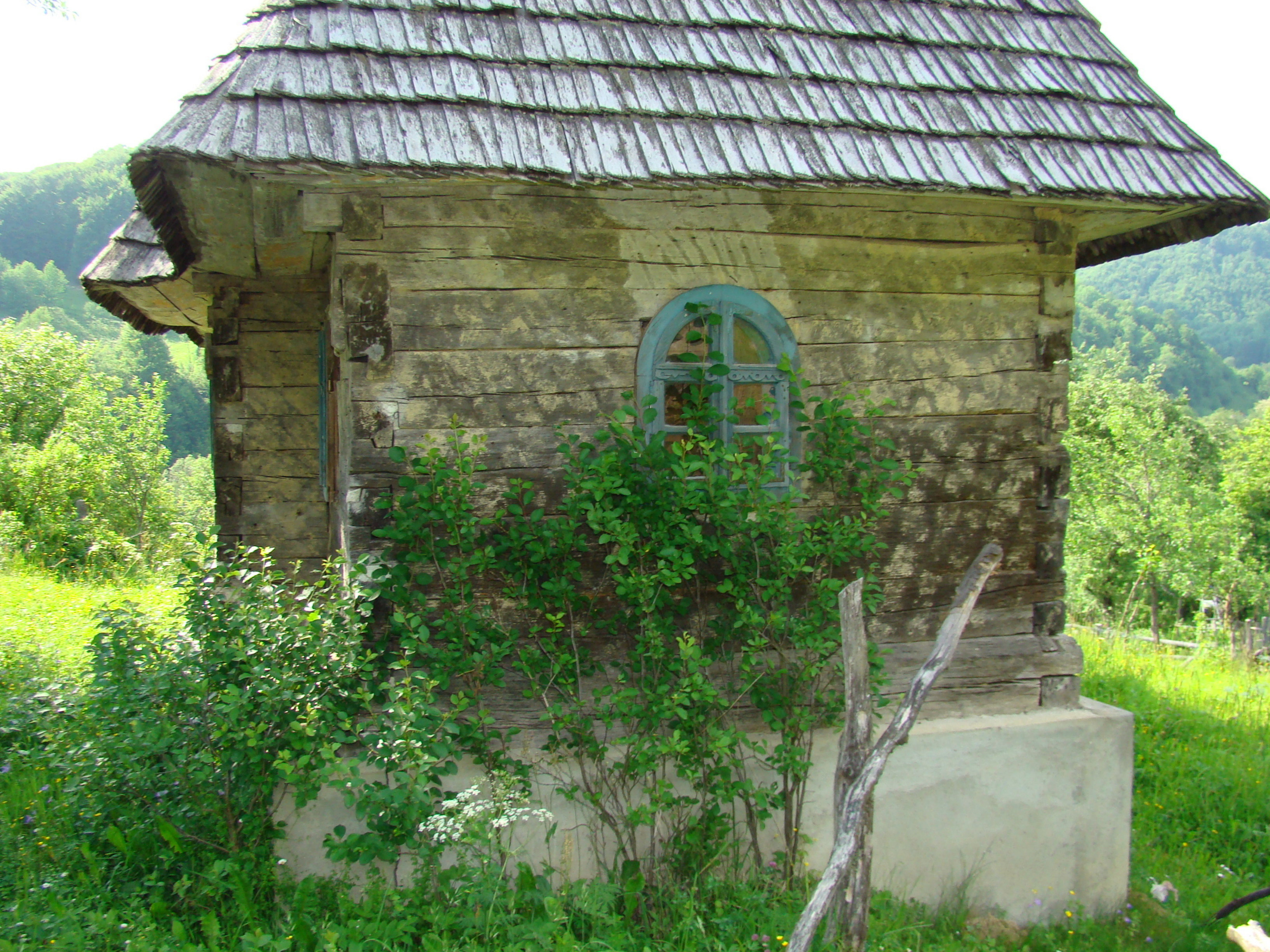
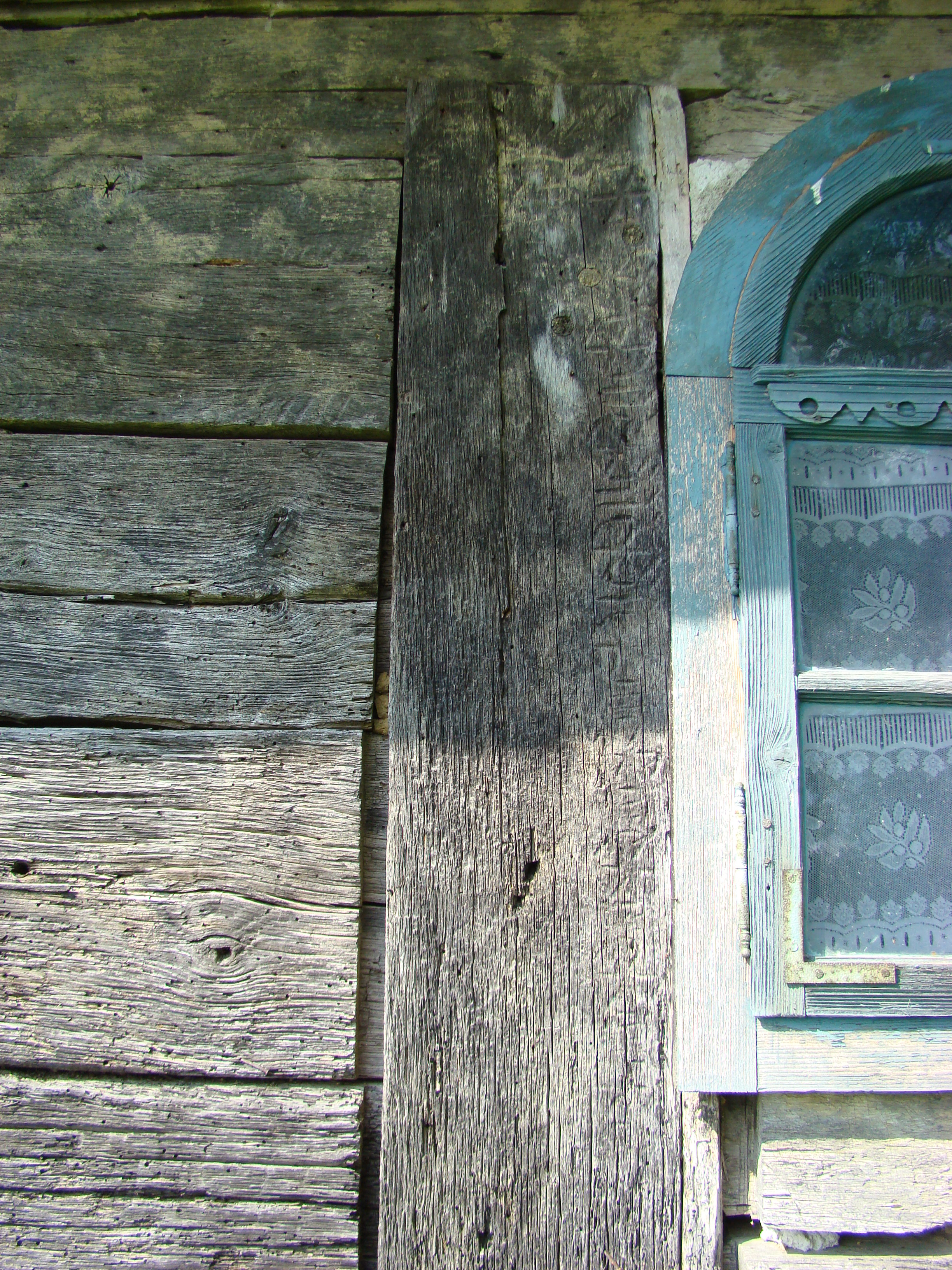
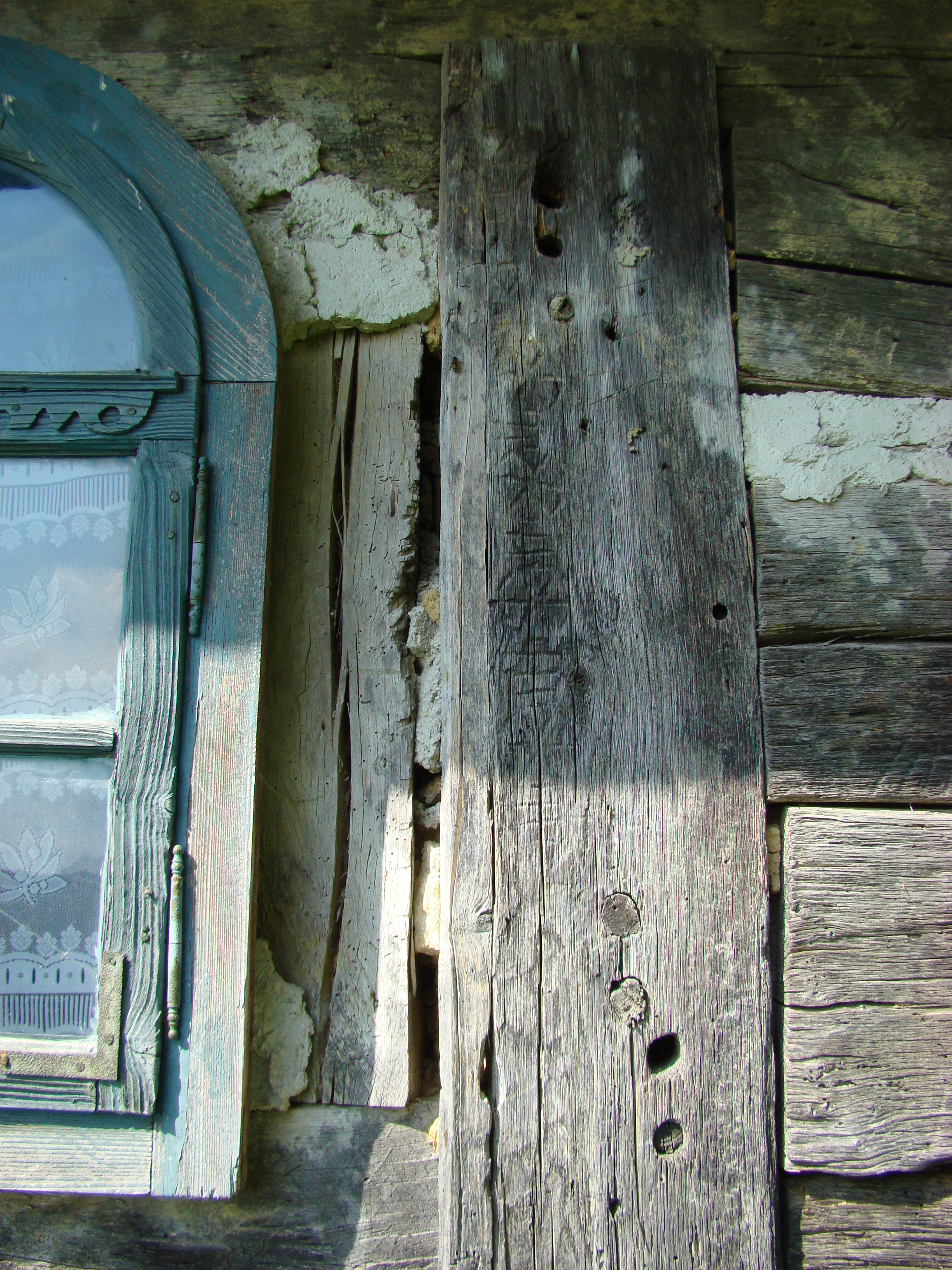
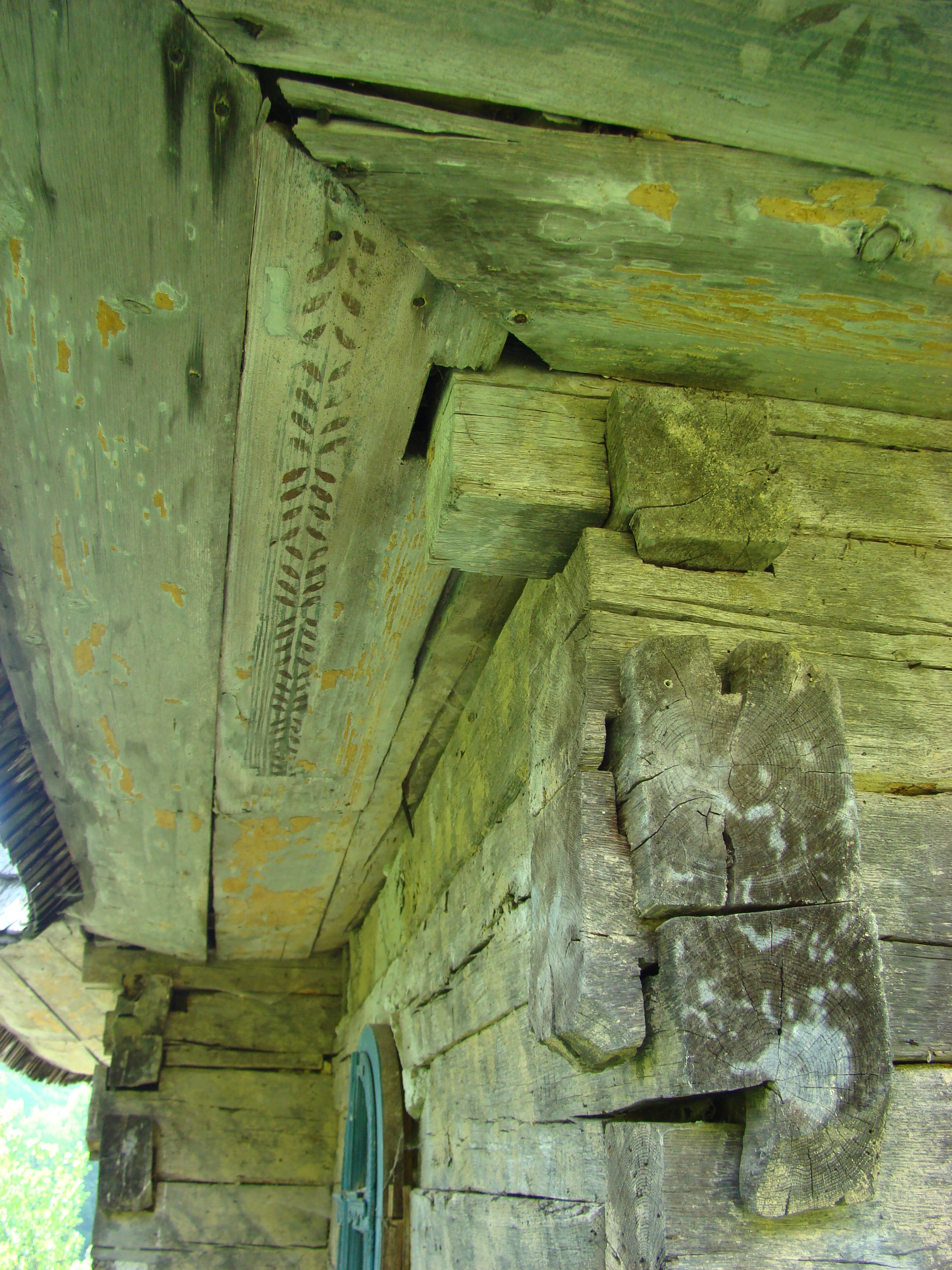
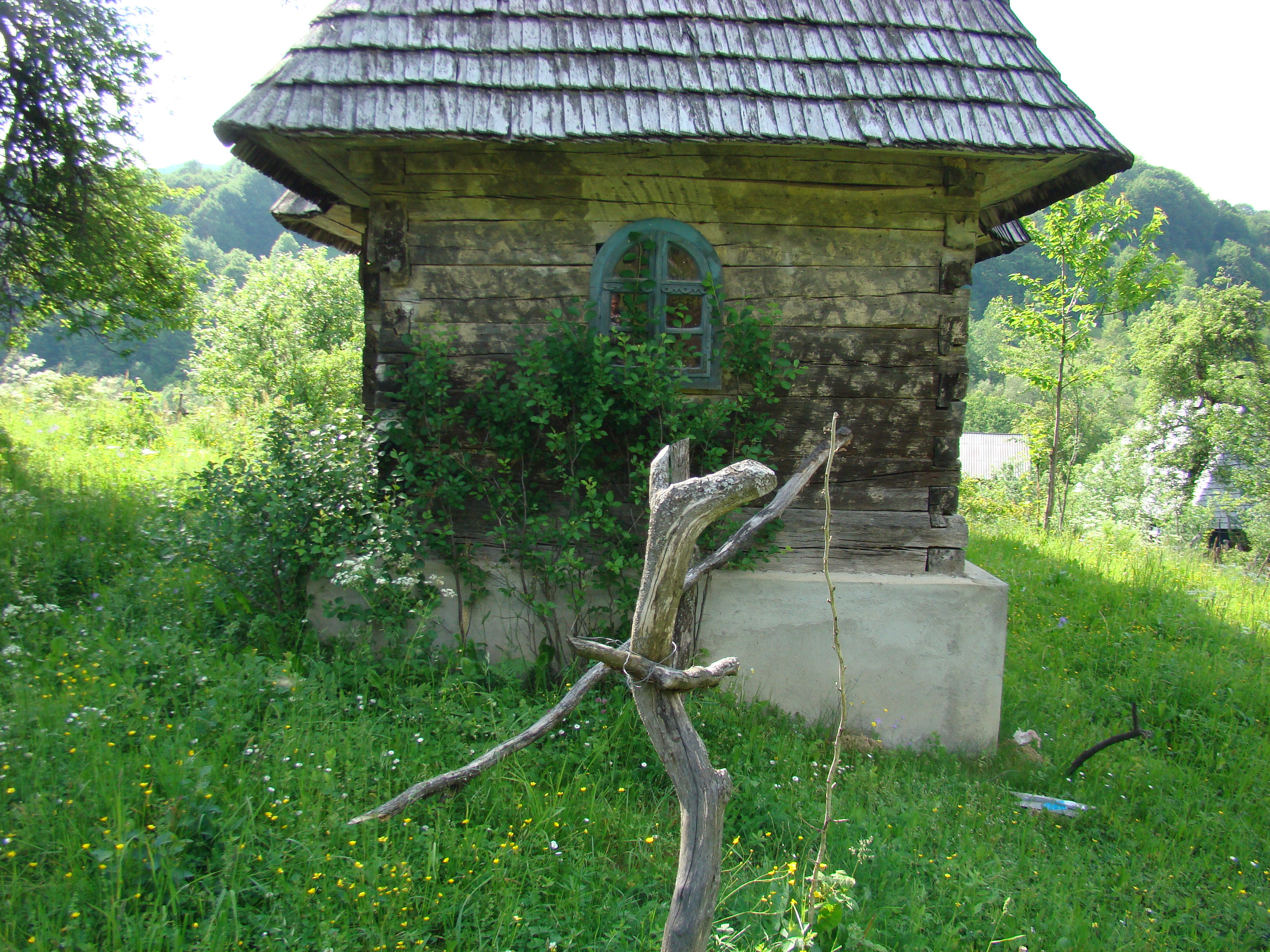
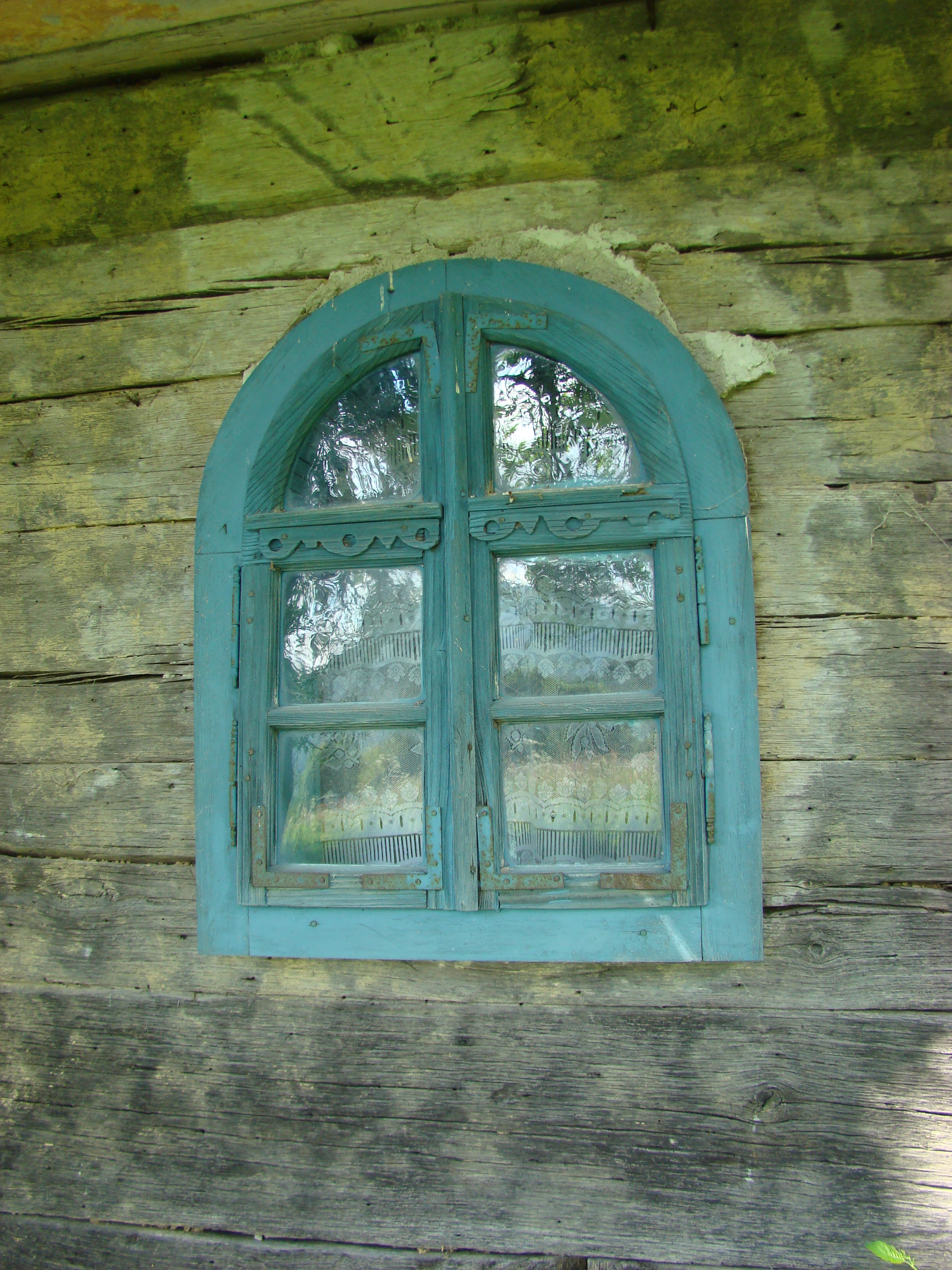
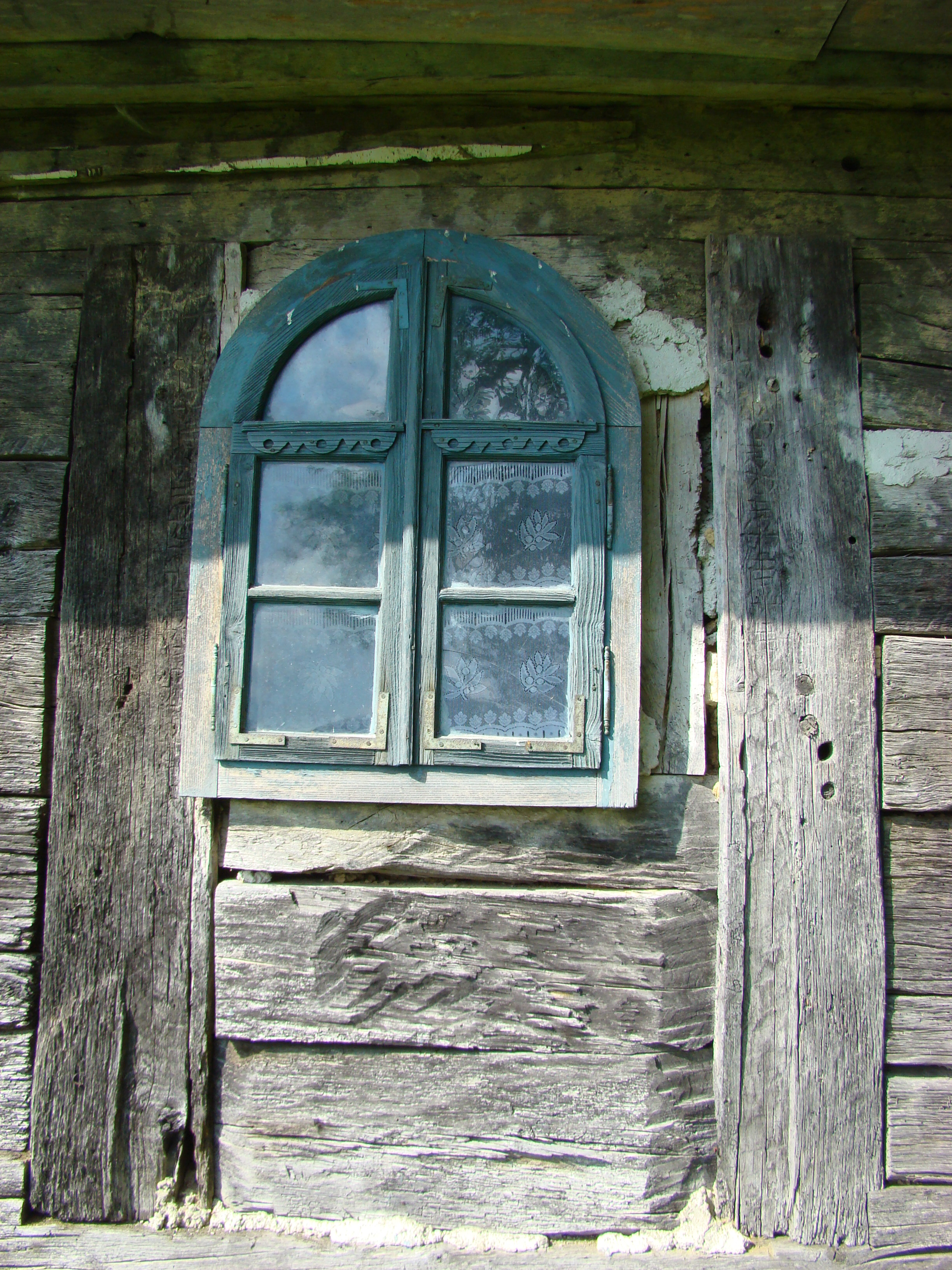
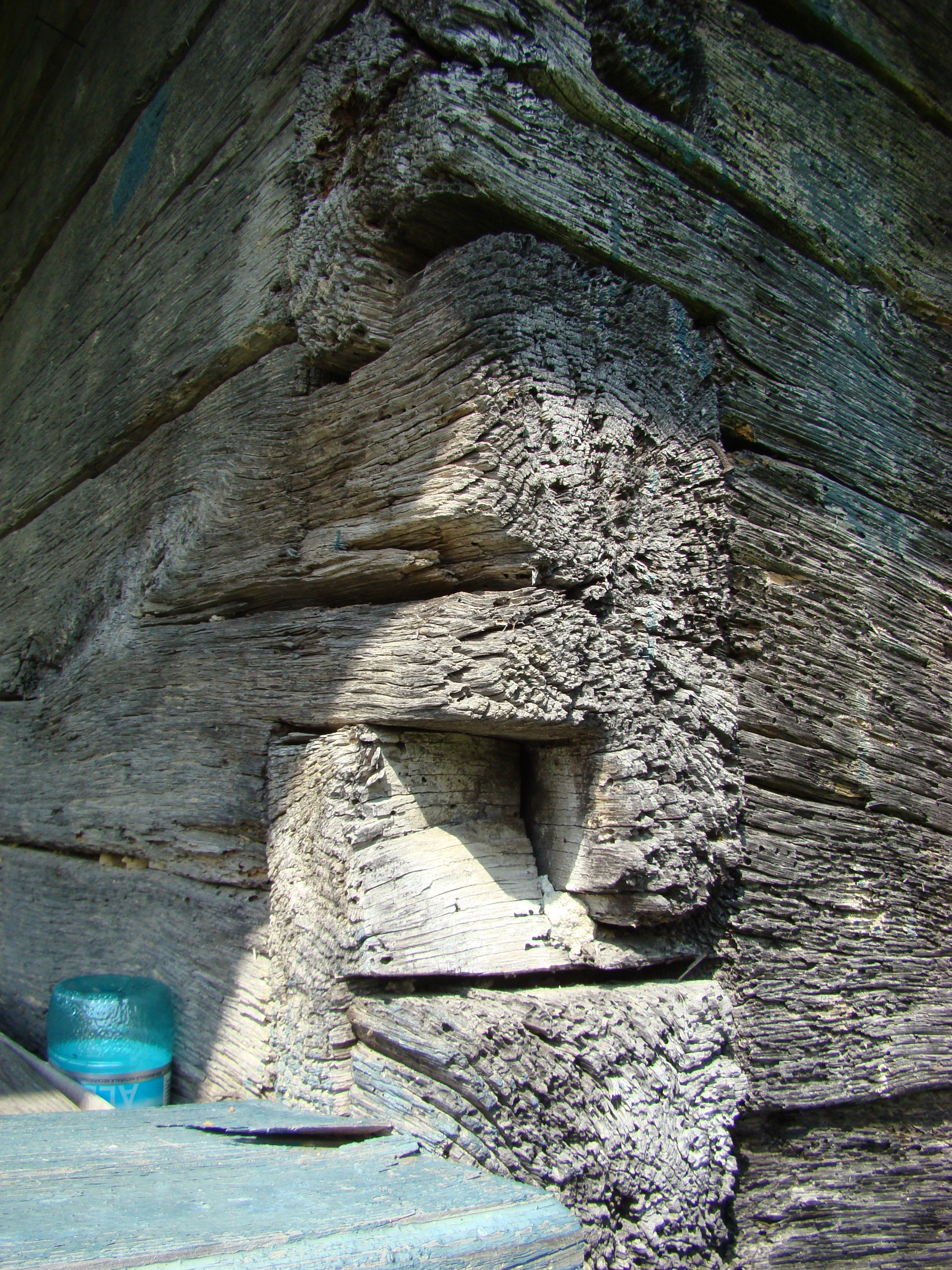
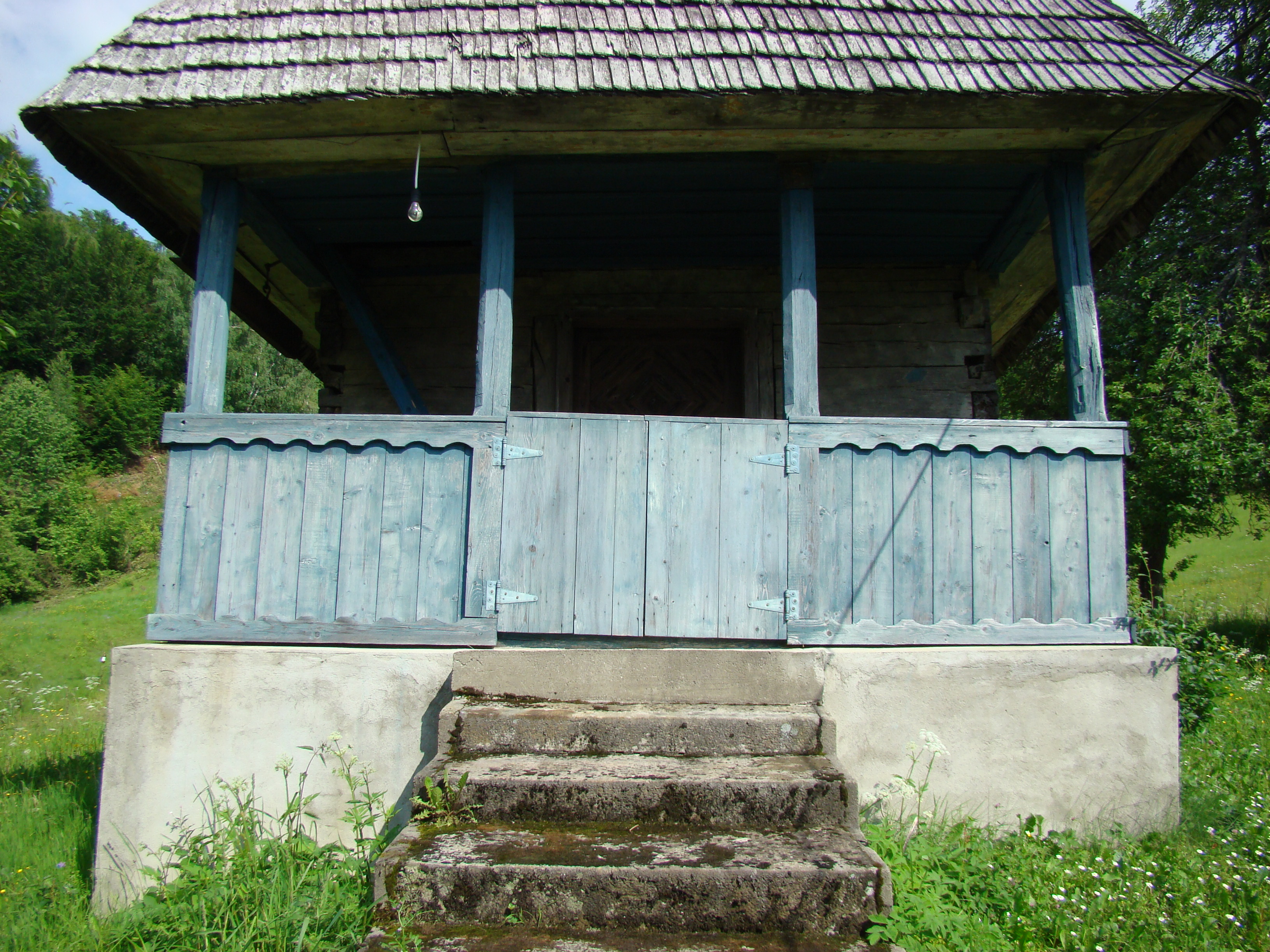
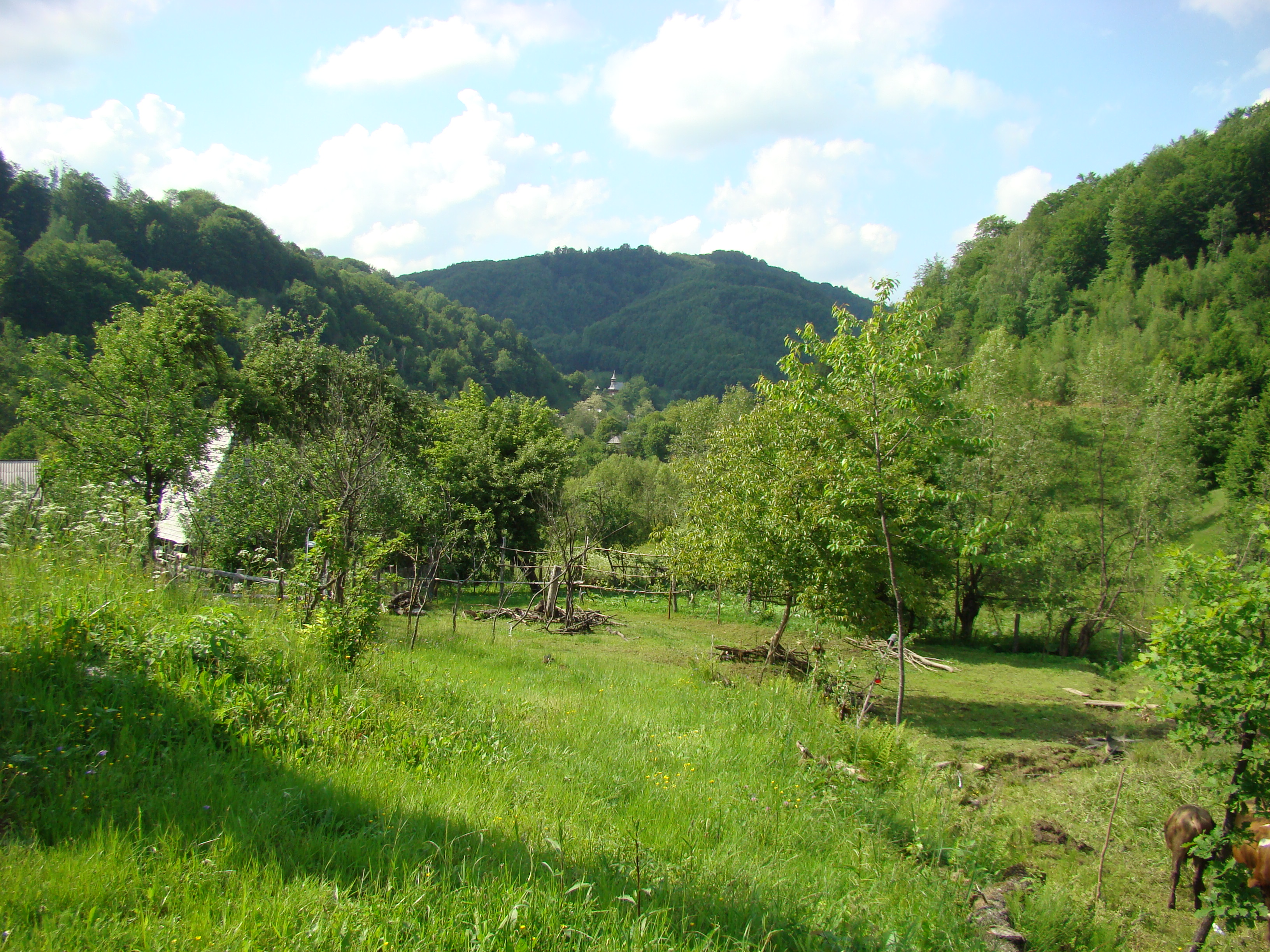
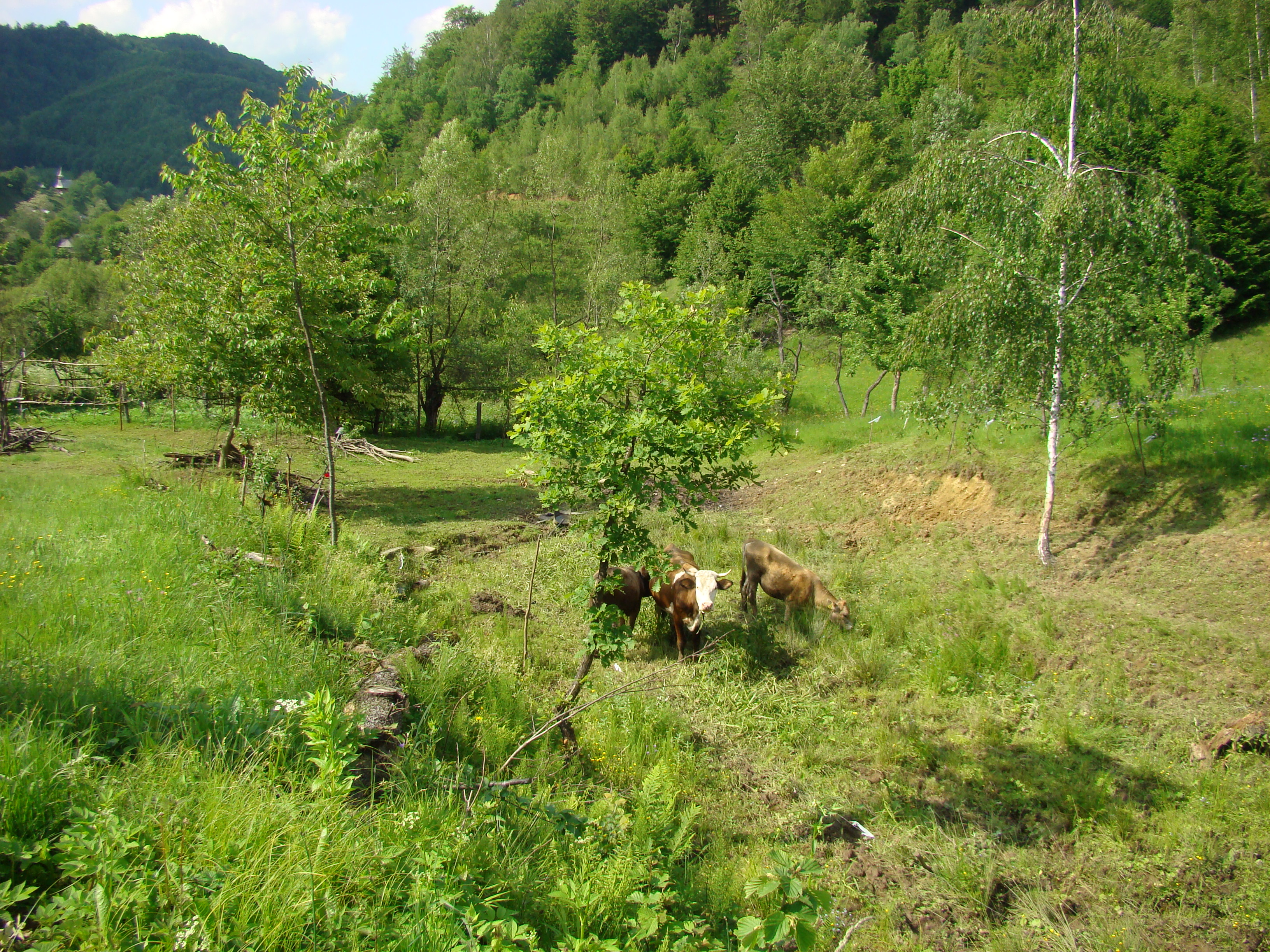
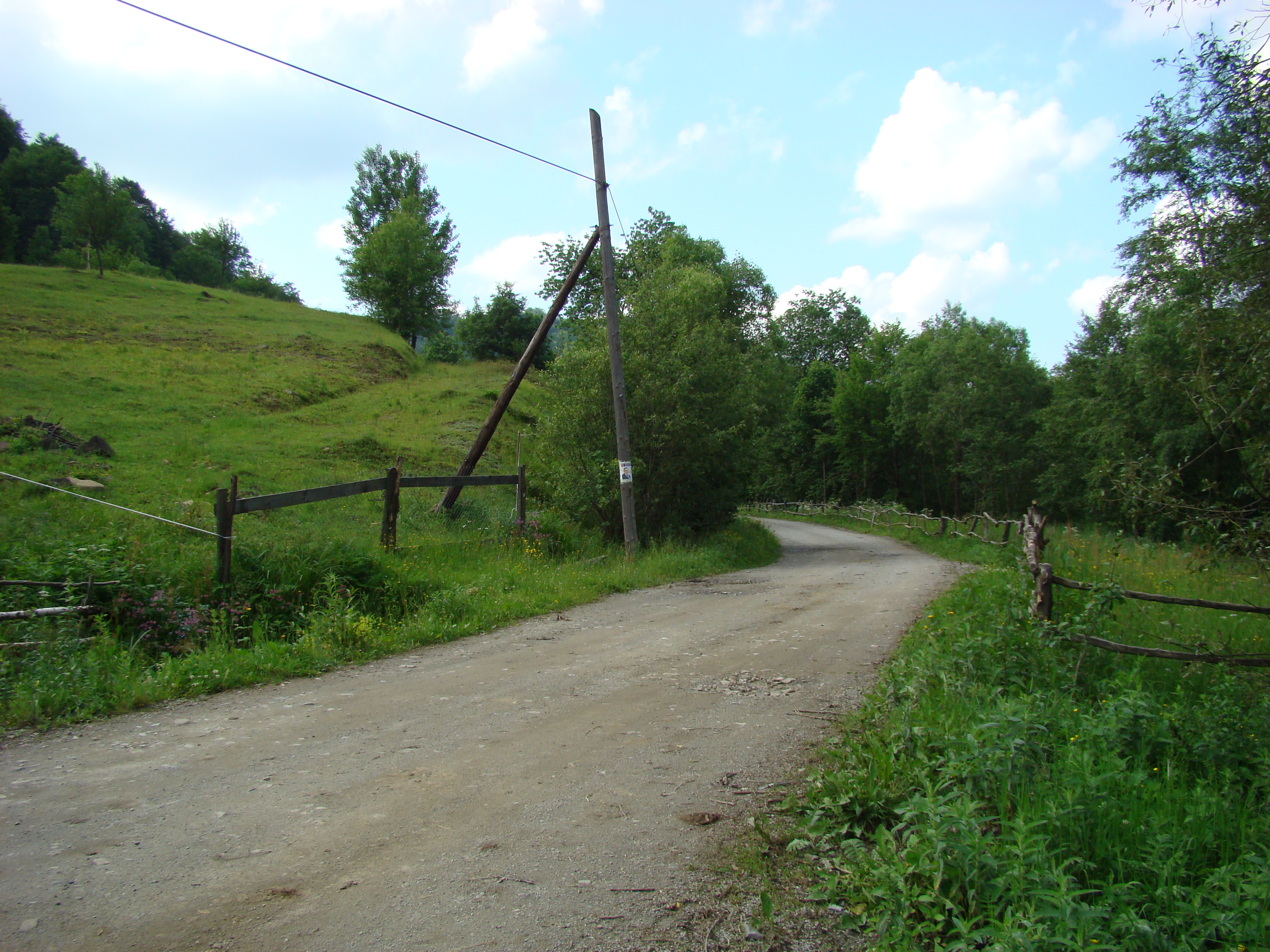

## Imagini din interior

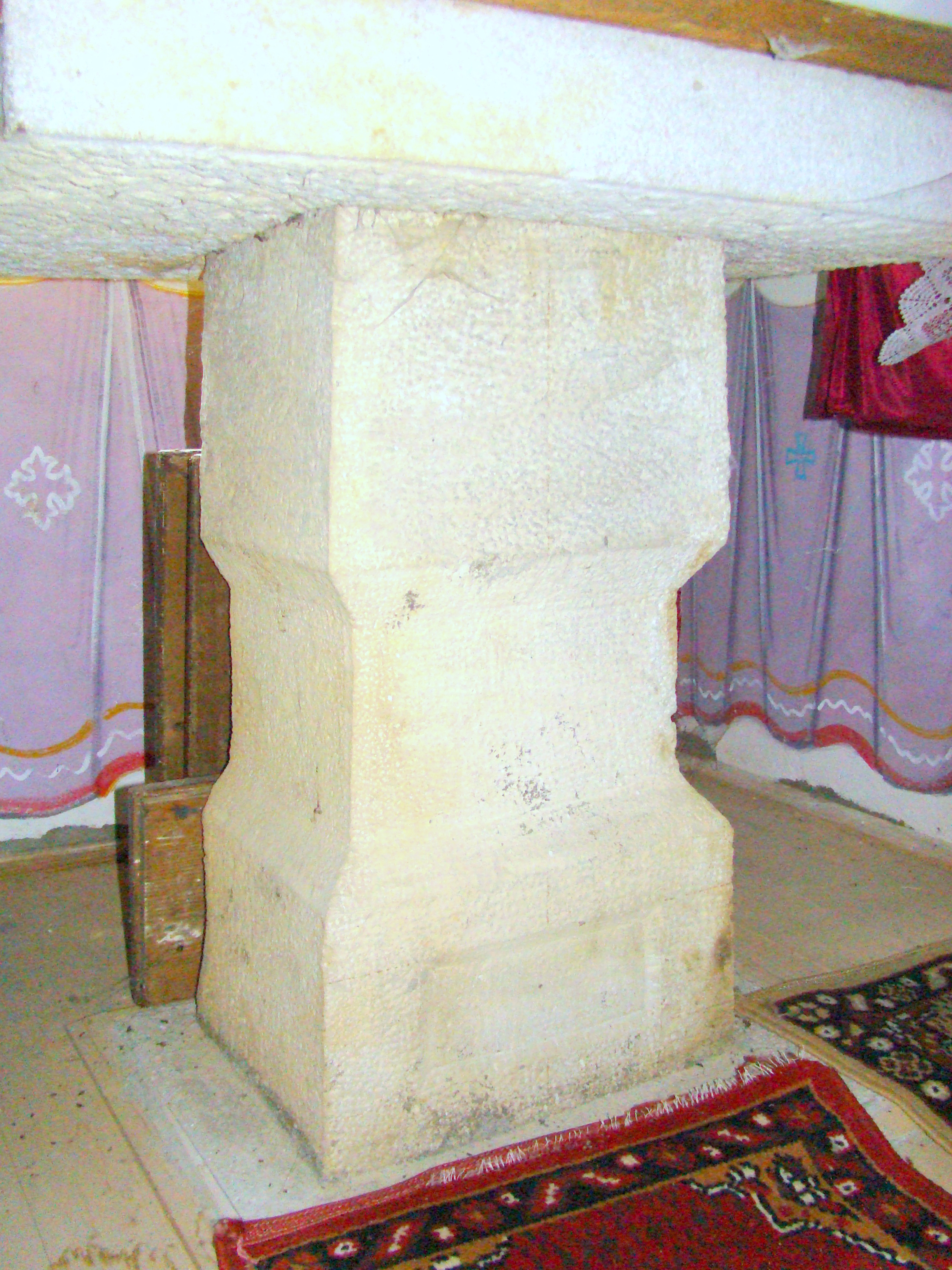
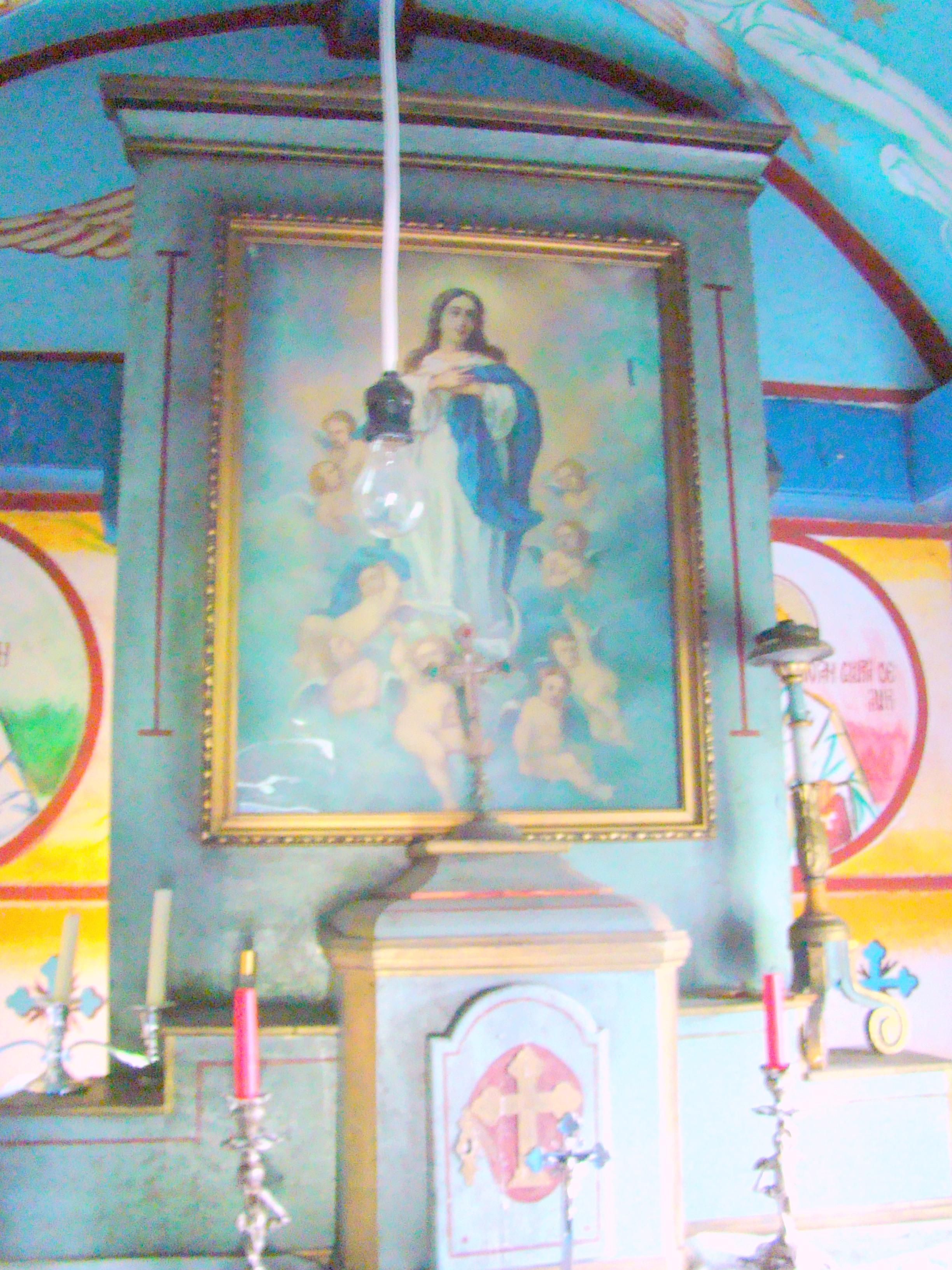
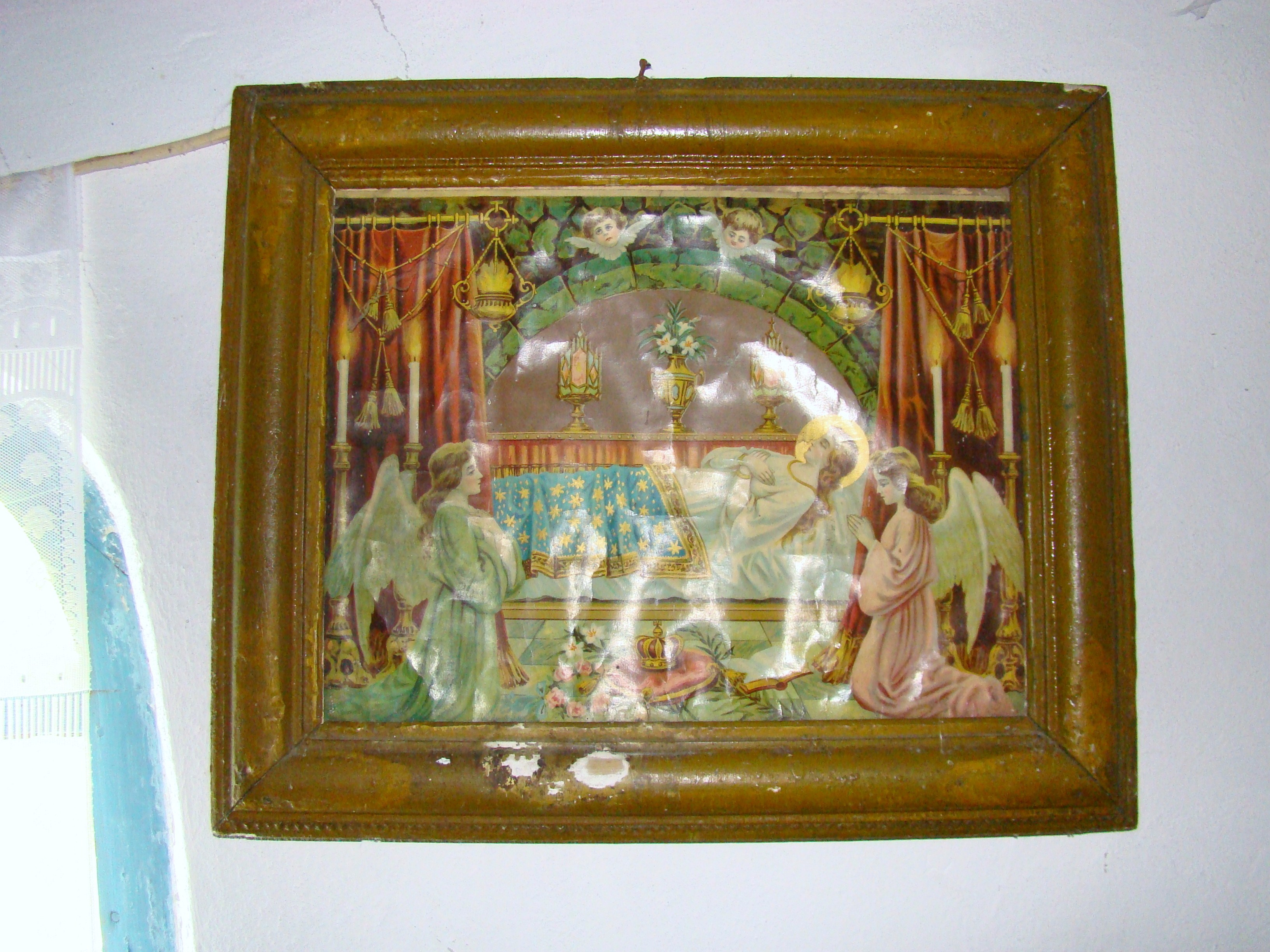
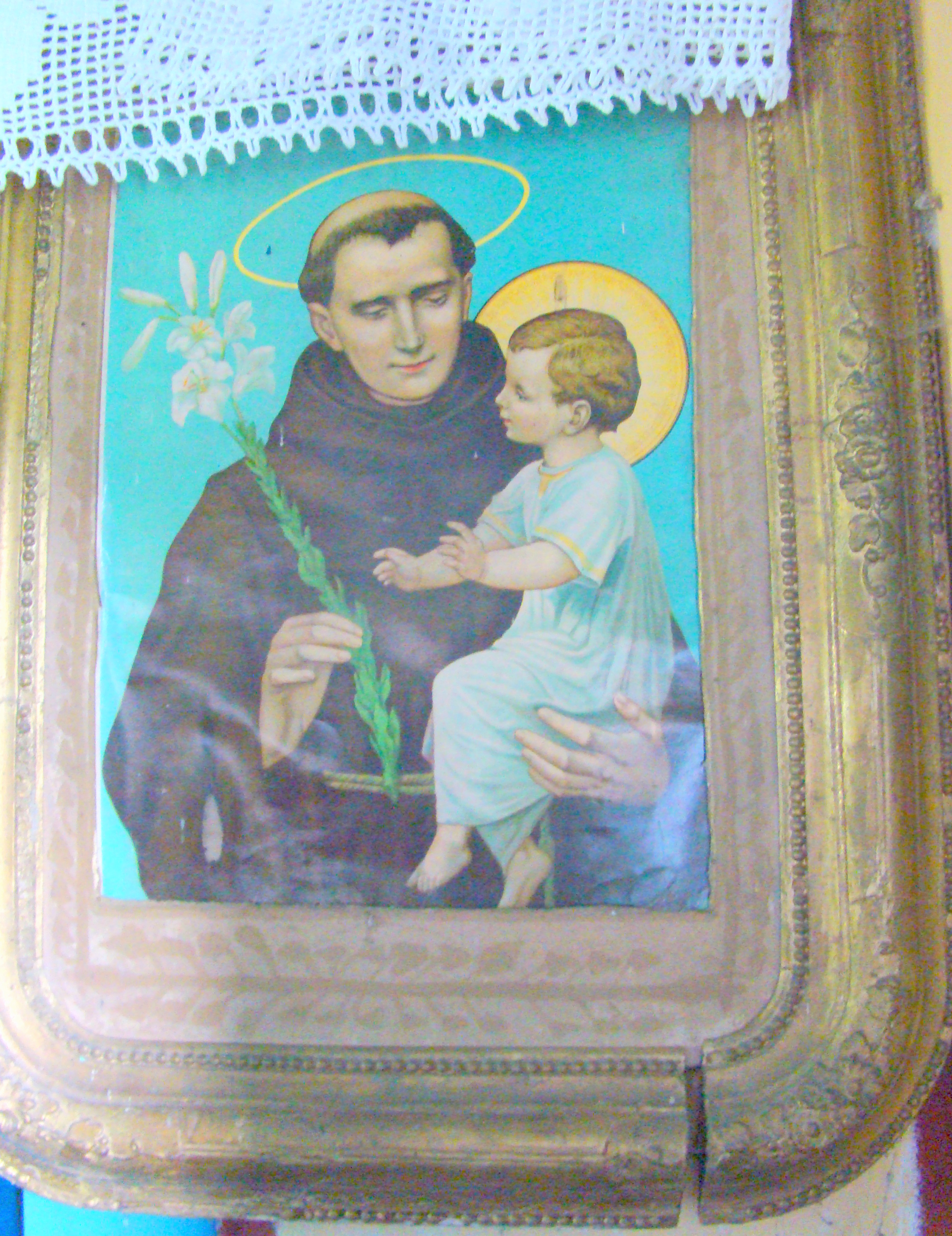
Sfântul Anton de Padova cu pruncul Isus
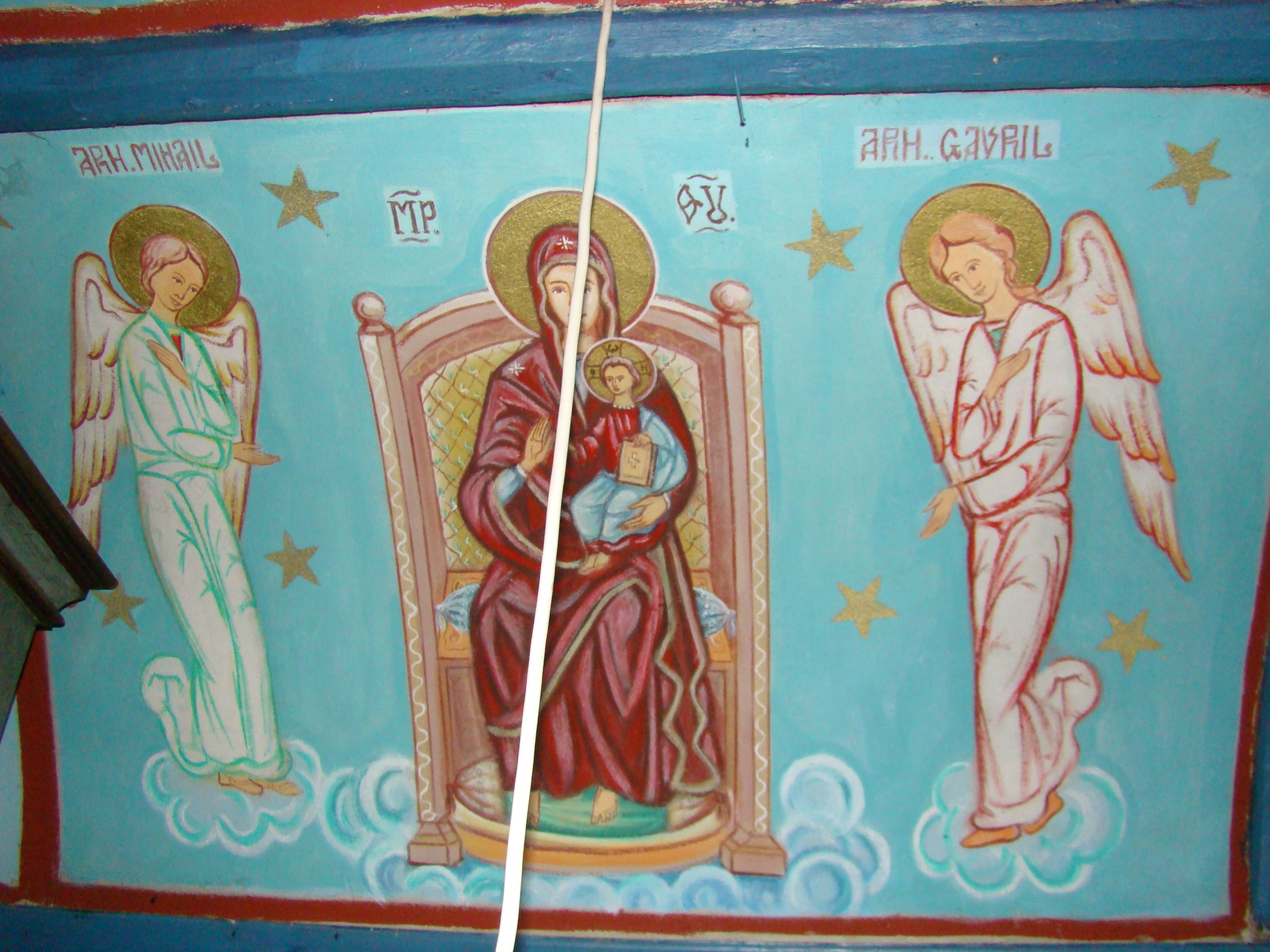
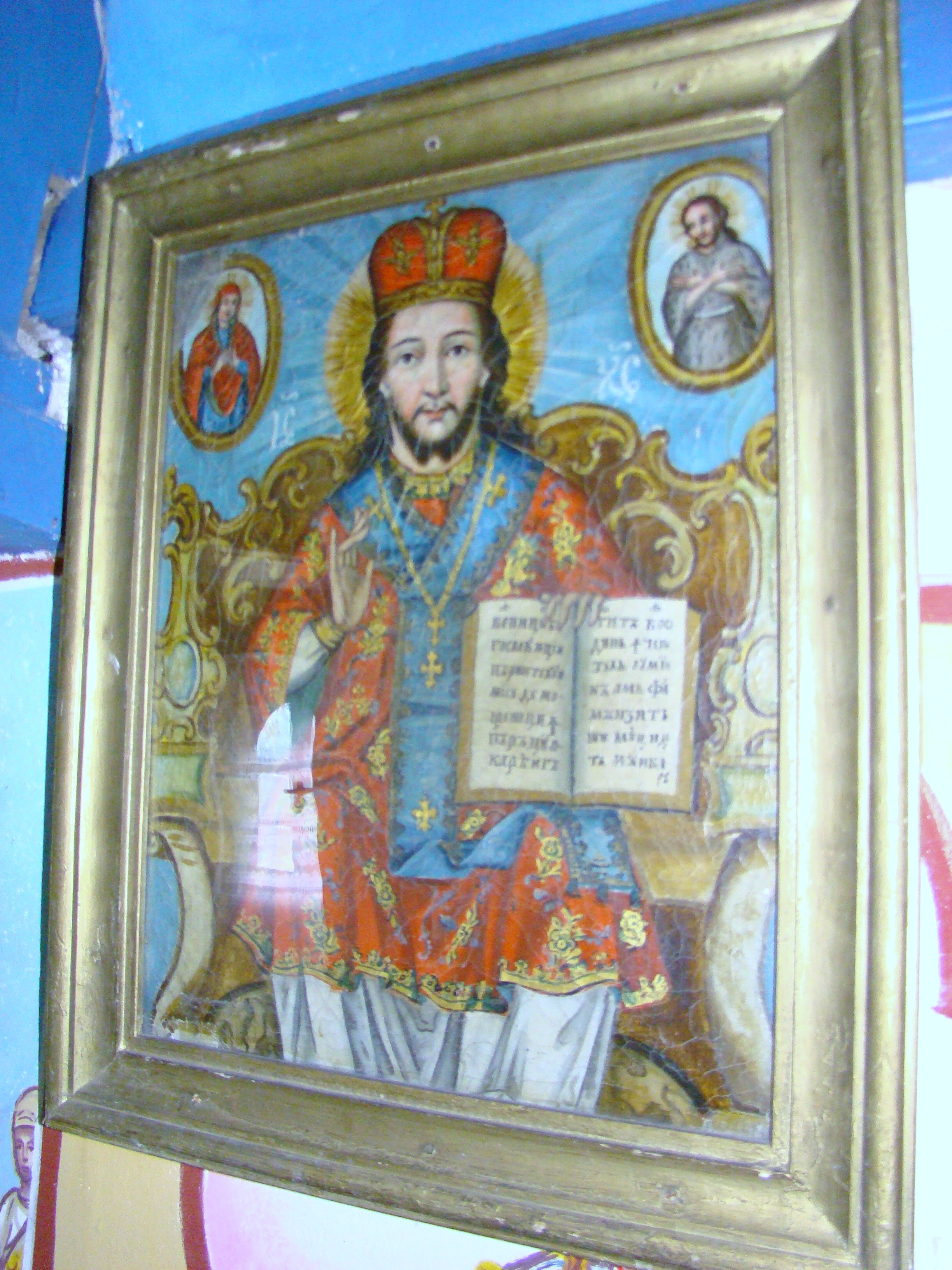
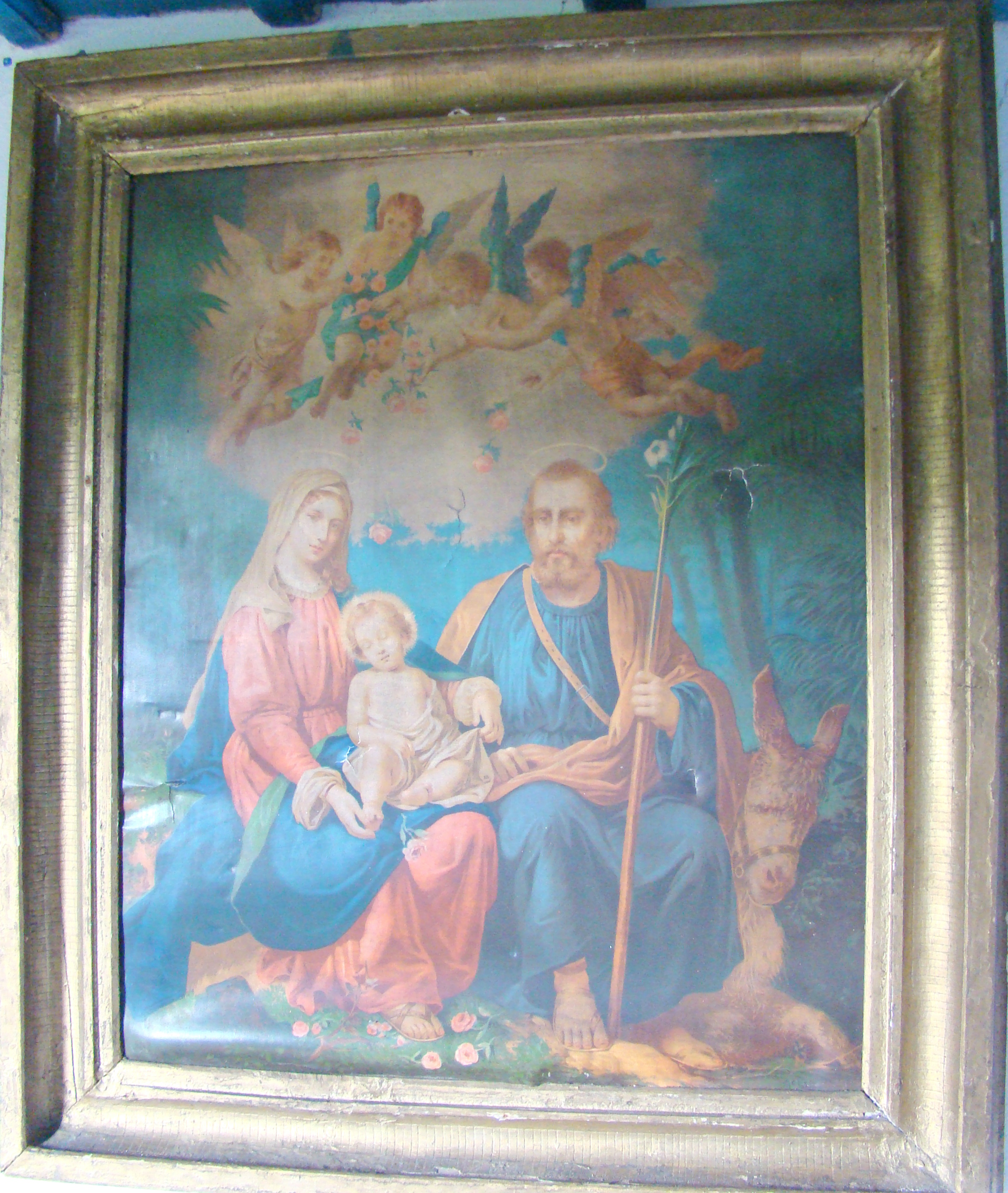
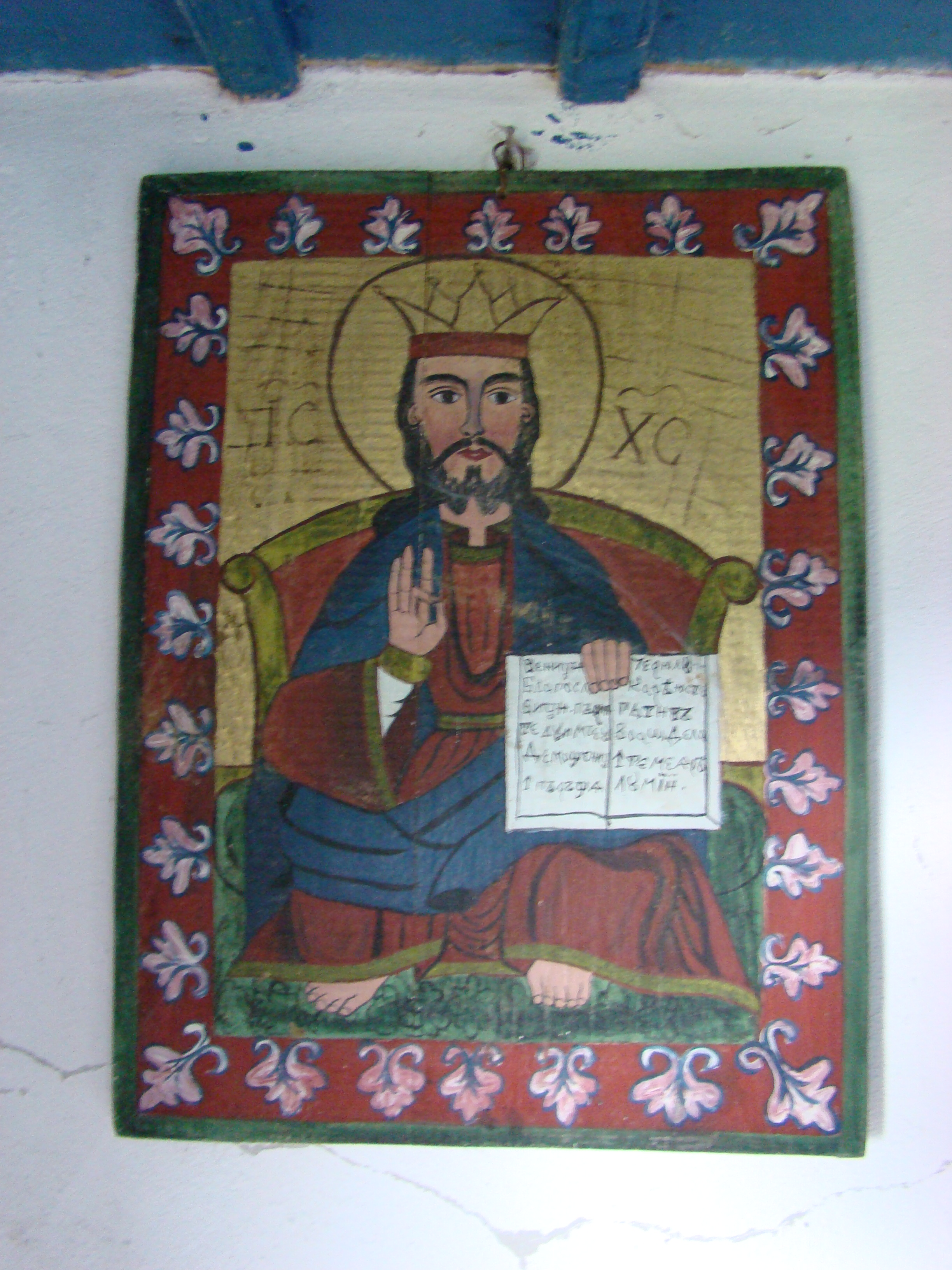